# Vitry-le-François
Vous lisez un « article de qualité » labellisé en 2011.
Pour les articles homonymes, voir Vitry.
Vitry-le-François (prononcé [vitʁiləfʁɑ̃swa]  ou [vitʁilfʁɑ̃swa]) est une commune de l'Est de la France, située dans le département de la Marne, dont elle est l'une des sous-préfectures, en région Grand Est.
La ville est relativement récente puisqu'elle a été créée en 1545, par la volonté de François Ier de reconstruire le bourg de Vitry-en-Perthois, détruit par la guerre. La nouvelle cité, construite d'après les plans de Girolamo Marini, reçoit alors du roi de France son nom et sa devise. Située sur la rive droite de la Marne, Vitry-le-François s'est notamment développée grâce à son activité de batellerie, qui s'est encore accrue avec l'arrivée d'importants canaux à la fin du XIXe siècle, avant de disparaître et laisser place aux grandes industries.
Sa situation géographique en fait un lieu de passage des armées depuis le Moyen Âge. Au cours de la Seconde Guerre mondiale, la ville est presque détruite par les bombardements. À la fin de la guerre, Vitry-le-François est reconstruite et conserve le plan de son centre-ville en damier. Puis, dans les années 1960, la commune voit de nombreux logements collectifs s'installer sur son territoire. Sa population a ainsi fortement augmenté, doublant entre 1946 et 1968. Même si elle reste la quatrième ville du département de la Marne avec 11 349 habitants en 2022, le nombre de Vitryats et Vitryates ne cesse de diminuer depuis les années 1980.

## Géographie

### Situation
Vitry-le-François est la « capitale du Perthois », une région plate — constitutive de la Champagne humide — qui est couverte de grandes cultures, de prairies, d'étangs et de peupleraies, dans le sud-est de la Marne, en région Grand Est et avant 2015 en Champagne-Ardenne.
La commune, au croisement des ensembles géographiques de la Champagne crayeuse ou « pouilleuse » (à l'ouest), de l'Argonne (au nord-est) et du Pays du Der (au sud-est), est également comprise dans la vallée de la Marne. Elle se situe, à vol d'oiseau, à 28 kilomètres au nord-ouest de Saint-Dizier et 31 kilomètres au sud-est de Châlons-en-Champagne. Elle est distante d'environ 80 kilomètres de Reims, de 120 kilomètres de Nancy, de 175 kilomètres de Paris et de 300 kilomètres de Bruxelles.

### Communes limitrophes
La ville est mitoyenne, au nord, de l'actuelle Vitry-en-Perthois. À l'ouest, la Marne fait office de séparation naturelle avec le hameau Les Indes de Blacy. Vitry-le-François est limitrophe au sud de la petite ville de Frignicourt et à l'est du village industriel de Marolles.

### Géologie et relief
Vitry-le-François est dominée par les monts Royer et le mont de Fourche de Vitry-en-Perthois, qui culminent respectivement à 153 et 207 mètres. La ville se situe à faible altitude notamment en raison de sa situation dans la vallée de la Marne. Ainsi sur le territoire de la commune, qui s'étend sur 645 hectares, l'altitude est généralement comprise entre 100 et 105 mètres. Elle varie cependant de 92 à 112 mètres.
La zone est construite sur des alluvions anciennes de la Marne et de la Saulx qui constituent la plaine du Perthois. Ces alluvions, qui n'ont pas franchi la côte de Champagne en lente surrection, se composent de graviers calcaires du Tithonien et du Kimméridgien (datant d'il y a environ 150 millions d'années) et peuvent atteindre jusqu'à 7 mètres d'épaisseur. Sous celles-ci, se trouvent des couches aquifères datant du Turonien (craies blanches à grises) et imperméables du Cénomanien, formées de craie grise, d'argiles sableuses et de marnes glauconieuses.
À l'ouest de la municipalité, à la limite orientale du Bassin parisien, la Champagne humide laisse place à la Champagne crayeuse où affleure une craie du Crétacé supérieur formée à partir de restes calcaires de micro-organismes planctoniques. Cette craie poreuse et épaisse a permis la formation en Champagne-Ardenne d'une immense « nappe de la craie » souterraine qui alimente de nombreux cours d'eau.

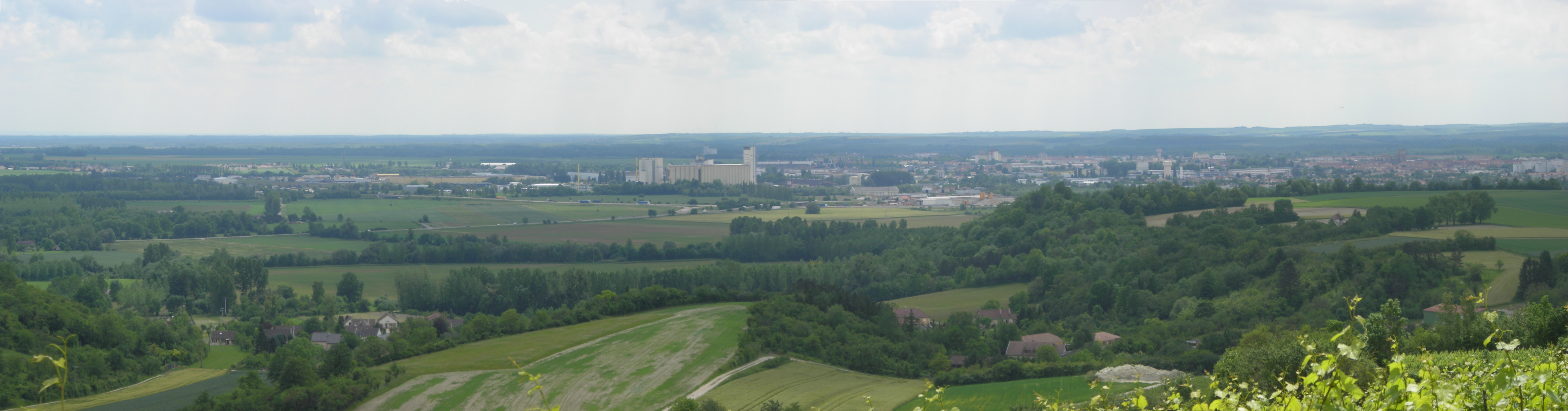
Vitry-le-François vu depuis le nord, au mont de Fourche qui culmine à 207 mètres d'altitude sur le territoire de Vitry-en-Perthois.

### Hydrographie

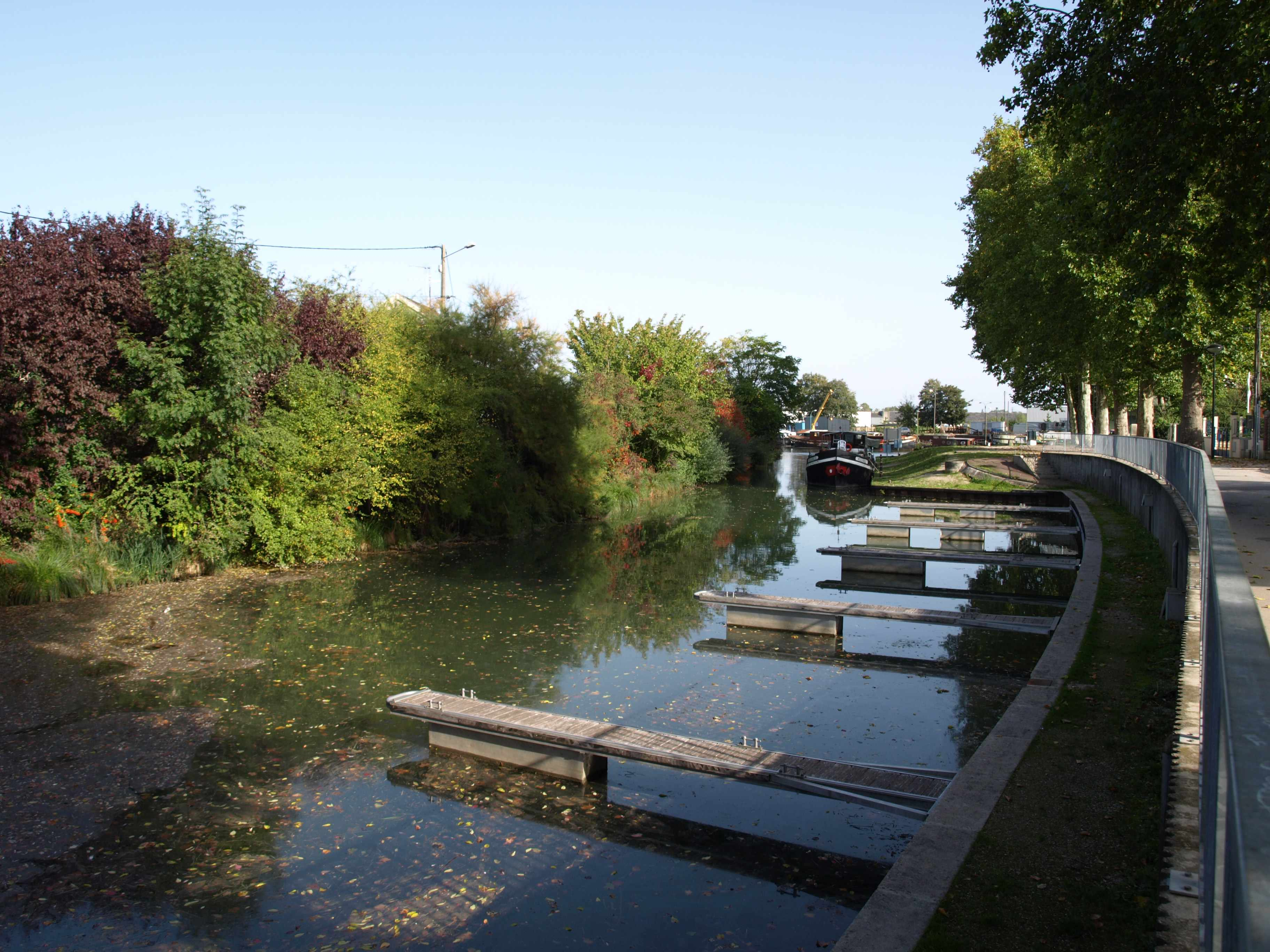
Le quai et le port de plaisance du canal de la Marne à la Saône.

La ville s'établit sur la rive droite de la Marne. Elle se trouve en aval du lac du Der-Chantecoq, aménagé dans les années 1960 et 1970 pour réguler le cours de la rivière. Deux autres cours d'eau traversent le territoire communal. À l'extrême-nord, la Saulx, longue de 127 kilomètres, conflue avec la Marne. Le ruisseau de Marvis, affluent en rive gauche de la Saulx, s'écoule également d'est en ouest au nord de Vitry-le-François. On y trouve par ailleurs un étang, près de la zone industrielle, celui des Vassues.
La commune est parfois considérée comme un « nœud fluvial » en raison de sa position au carrefour de trois principaux canaux :
- le canal de la Marne à la Saône qui relie Vitry à Maxilly-sur-Saône sur 224 km[13]. Il a été construit à la fin du XIXe siècle et a été renommé « canal entre Champagne et Bourgogne » en 2005[14] à des fins touristiques ;
- le canal de la Marne au Rhin qui débute au niveau du canal précédent et parcourt au total 131 km[15]. Il a été aménagé entre 1838 et 1855 pour relier le Bassin parisien à Nancy puis Strasbourg et l'axe rhénan[16] ;
- le canal latéral à la Marne qui part du canal de la Marne au Rhin en direction de Châlons-en-Champagne puis de Dizy, à 67 km de distance[12].

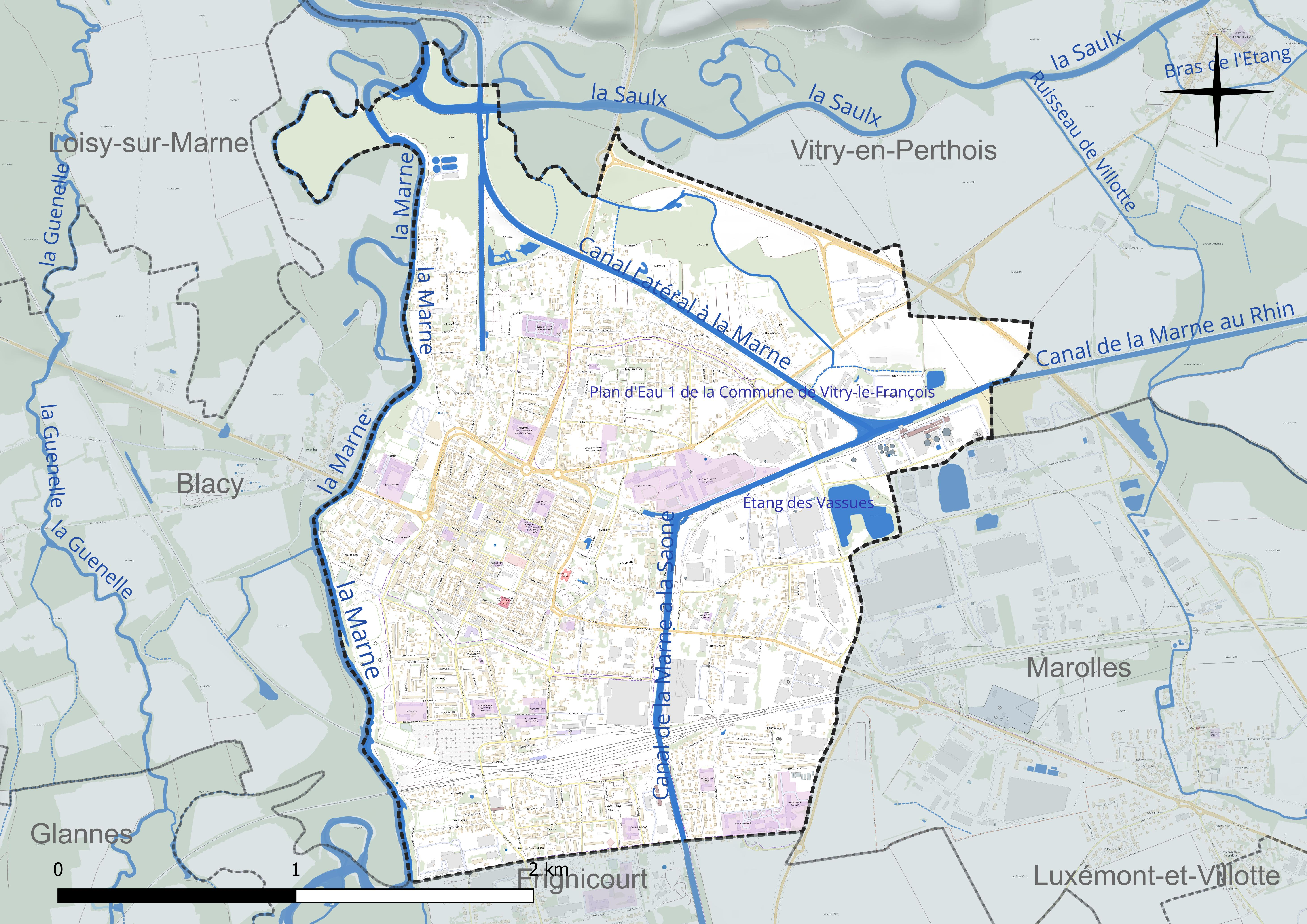
Réseau hydrographique de Vitry-le-François.

### Climat
Pour des articles plus généraux, voir Climat du Grand Est et Climat de la Marne.
En 2010, le climat de la commune est de type climat océanique dégradé des plaines du Centre et du Nord, selon une étude du Centre national de la recherche scientifique s'appuyant sur une série de données couvrant la période 1971-2000. En 2020, Météo-France publie une typologie des climats de la France métropolitaine dans laquelle la commune est exposée à un climat océanique altéré et est dans la région climatique Nord-est du bassin Parisien, caractérisée par un ensoleillement médiocre, une pluviométrie moyenne régulièrement répartie au cours de l’année et un hiver froid (3 °C).
Pour la période 1971-2000, la température annuelle moyenne est de 10,6 °C, avec une amplitude thermique annuelle de 16 °C. Le cumul annuel moyen de précipitations est de 734 mm, avec 11,8 jours de précipitations en janvier et 8,3 jours en juillet. Pour la période 1991-2020, la température moyenne annuelle observée sur la station météorologique de Météo-France la plus proche, « Frignicourt », sur la commune de Frignicourt à 3 km à vol d'oiseau, est de 11,5 °C et le cumul annuel moyen de précipitations est de 694,6 mm. 
La température maximale relevée sur cette station est de 41,7 °C, atteinte le 25 juillet 2019 ; la température minimale est de −22 °C, atteinte le 9 janvier 1985,,.
| Mois                                  | jan.            | fév.             | mars           | avril         | mai             | juin          | jui.           | août           | sep.          | oct.          | nov.             | déc.            | année     |
| ------------------------------------- | --------------- | ---------------- | -------------- | ------------- | --------------- | ------------- | -------------- | -------------- | ------------- | ------------- | ---------------- | --------------- | --------- |
| Température minimale moyenne (°C)     | 0,9             | 0,9              | 2,9            | 5,1           | 9               | 11,9          | 13,7           | 13,5           | 10,2          | 7,6           | 4,1              | 1,7             | 6,8       |
| Température moyenne (°C)              | 3,7             | 4,4              | 7,6            | 10,7          | 14,6            | 17,7          | 19,9           | 19,7           | 15,9          | 12            | 7,2              | 4,4             | 11,5      |
| Température maximale moyenne (°C)     | 6,5             | 7,9              | 12,3           | 16,3          | 20,1            | 23,5          | 26,1           | 25,9           | 21,5          | 16,3          | 10,3             | 7               | 16,1      |
| Record de froid (°C) date du record   | −22 09.01.1985  | −14,8 07.02.1991 | −11,1 01.03.05 | −4,9 08.04.03 | −1,5 01.05.1976 | 2,3 04.06.01  | 5,3 11.07.1990 | 4,1 30.08.1993 | 1 21.09.1978  | −3,9 19.10.09 | −10,7 24.11.1998 | −16 31.12.1985  | −22 1985  |
| Record de chaleur (°C) date du record | 16,6 05.01.1999 | 21,1 27.02.19    | 26 30.03.21    | 29,1 25.04.07 | 34 28.05.17     | 37,1 28.06.11 | 41,7 25.07.19  | 40,3 12.08.03  | 34,5 14.09.20 | 29,4 13.10.23 | 23,3 07.11.15    | 17,7 16.12.1989 | 41,7 2019 |
| Précipitations (mm)                   | 55,9            | 51,3             | 50,5           | 47,1          | 62,1            | 53,3          | 59             | 58,9           | 57,3          | 65,5          | 60               | 73,7            | 694,6     |

| Diagramme climatique                                  |            |             |             |           |              |            |              |              |             |           |          |
| J                                                     | F          | M           | A           | M         | J            | J          | A            | S            | O           | N         | D        |
| 6,50,955,9                                            | 7,90,951,3 | 12,32,950,5 | 16,35,147,1 | 20,1962,1 | 23,511,953,3 | 26,113,759 | 25,913,558,9 | 21,510,257,3 | 16,37,665,5 | 10,34,160 | 71,773,7 |
| Moyennes : • Temp. maxi et mini °C • Précipitation mm |            |             |             |           |              |            |              |              |             |           |          |

Les paramètres climatiques de la commune ont été estimés pour le milieu du siècle (2041-2070) selon différents scénarios d'émission de gaz à effet de serre à partir des nouvelles projections climatiques de référence DRIAS-2020. Ils sont consultables sur un site dédié publié par Météo-France en novembre 2022.

### Milieux naturels et biodiversité
Le Nord de la commune appartient à la zone naturelle d'intérêt écologique, faunistique et floristique (ZNIEFF) dite des « bois et rivières de la vallée de la Marne de Vitry-le-François à Couvrot ». Cet espace protégé s'étend sur 257 ha, répartis entre les communes de Blacy, Couvrot, Loisy-sur-Marne, Vitry-en-Perthois et Vitry-le-François. La ZNIEFF, localisée à Vitry-le-François au lieu-dit « les Pâtis » est constituée d'une ormaie-frênaie inondable, d'une chênaie pédonculée-frênaie ainsi que de peupleraies plantées. Elle comprend également des milieux marécageux, des noues, des gravières, et possède une végétation aquatique assez rare dans la région. La dernière partie de ce territoire est formée de prairies de fauche inondables, en voie de disparition en raison de l'agriculture.
La ZNIEFF accueille également une faune riche en odonates et en insectes, dont plusieurs font partie des espèces en danger en Champagne-Ardenne. Elle accueille également des espèces aviaires en régression telles la pie-grièche écorcheur et la pie-grièche grise. Quelques autres petits passereaux et rapaces fréquentent régulièrement le site. On peut aussi y trouver des mammifères tels le chat sauvage ou le chevreuil.

## Urbanisme

### Typologie
Au 1er janvier 2024, Vitry-le-François est catégorisée centre urbain intermédiaire, selon la nouvelle grille communale de densité à sept niveaux définie par l'Insee en 2022.
Elle appartient à l'unité urbaine de Vitry-le-François, une agglomération intra-départementale regroupant trois  communes, dont elle est ville-centre,,. Par ailleurs la commune fait partie de l'aire d'attraction de Vitry-le-François, dont elle est la commune-centre,. Cette aire, qui regroupe 73 communes, est catégorisée dans les aires de moins de 50 000 habitants,.

### Occupation des sols

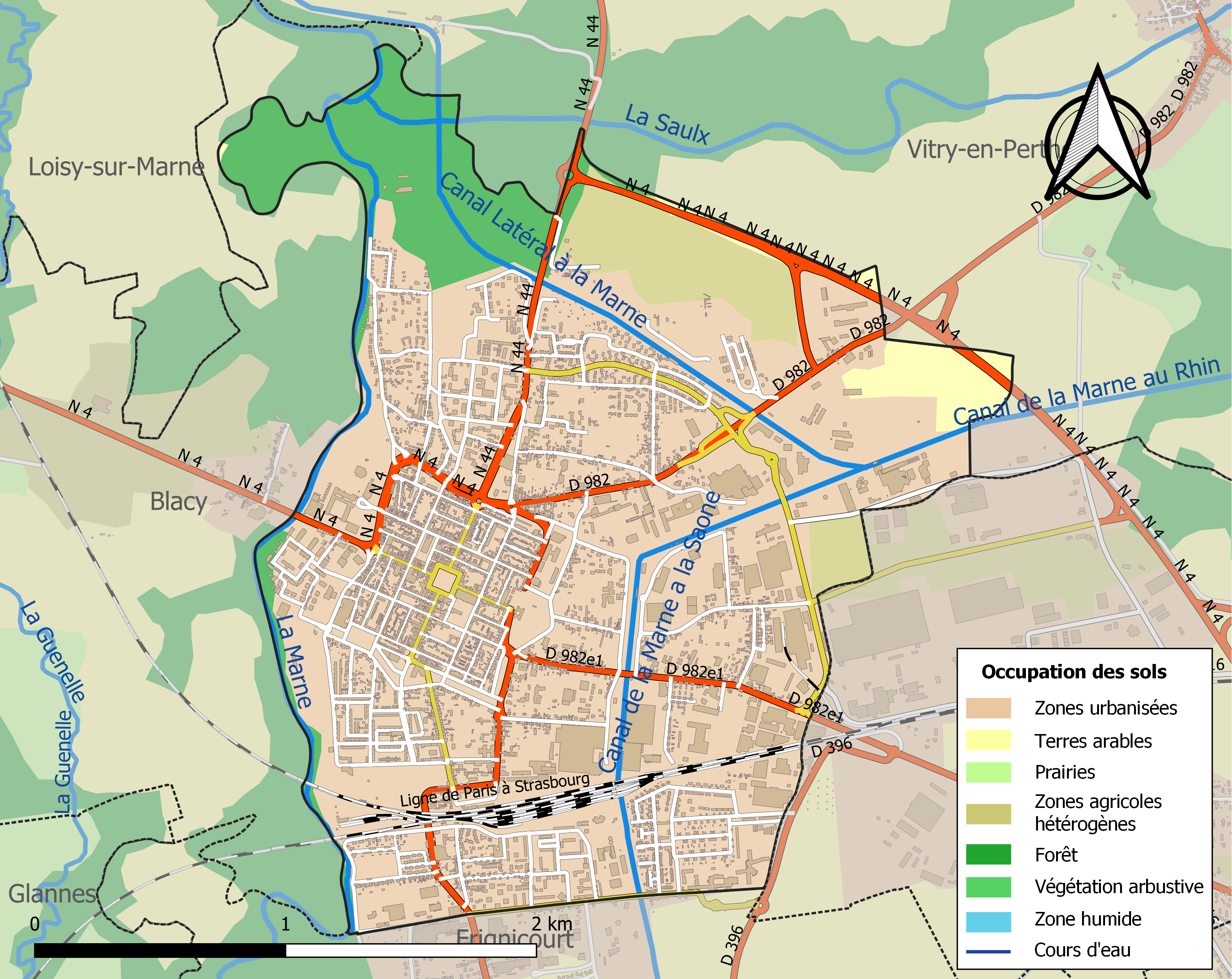
Carte des infrastructures et de l'occupation des sols de la commune en 2018 (CLC).

L'occupation des sols de la commune, telle qu'elle ressort de la base de données européenne d’occupation biophysique des sols Corine Land Cover (CLC), est marquée par l'importance des territoires artificialisés (81,5 % en 2018), en augmentation par rapport à 1990 (77,5 %). La répartition détaillée en 2018 est la suivante : 
zones urbanisées (53,7 %), zones industrielles ou commerciales et réseaux de communication (27,8 %), forêts (9,5 %), zones agricoles hétérogènes (5,9 %), terres arables (3,1 %). L'évolution de l’occupation des sols de la commune et de ses infrastructures peut être observée sur les différentes représentations cartographiques du territoire : la carte de Cassini (XVIIIe siècle), la carte d'état-major (1820-1866) et les cartes ou photos aériennes de l'IGN pour la période actuelle (1950 à aujourd'hui).

### Morphologie urbaine

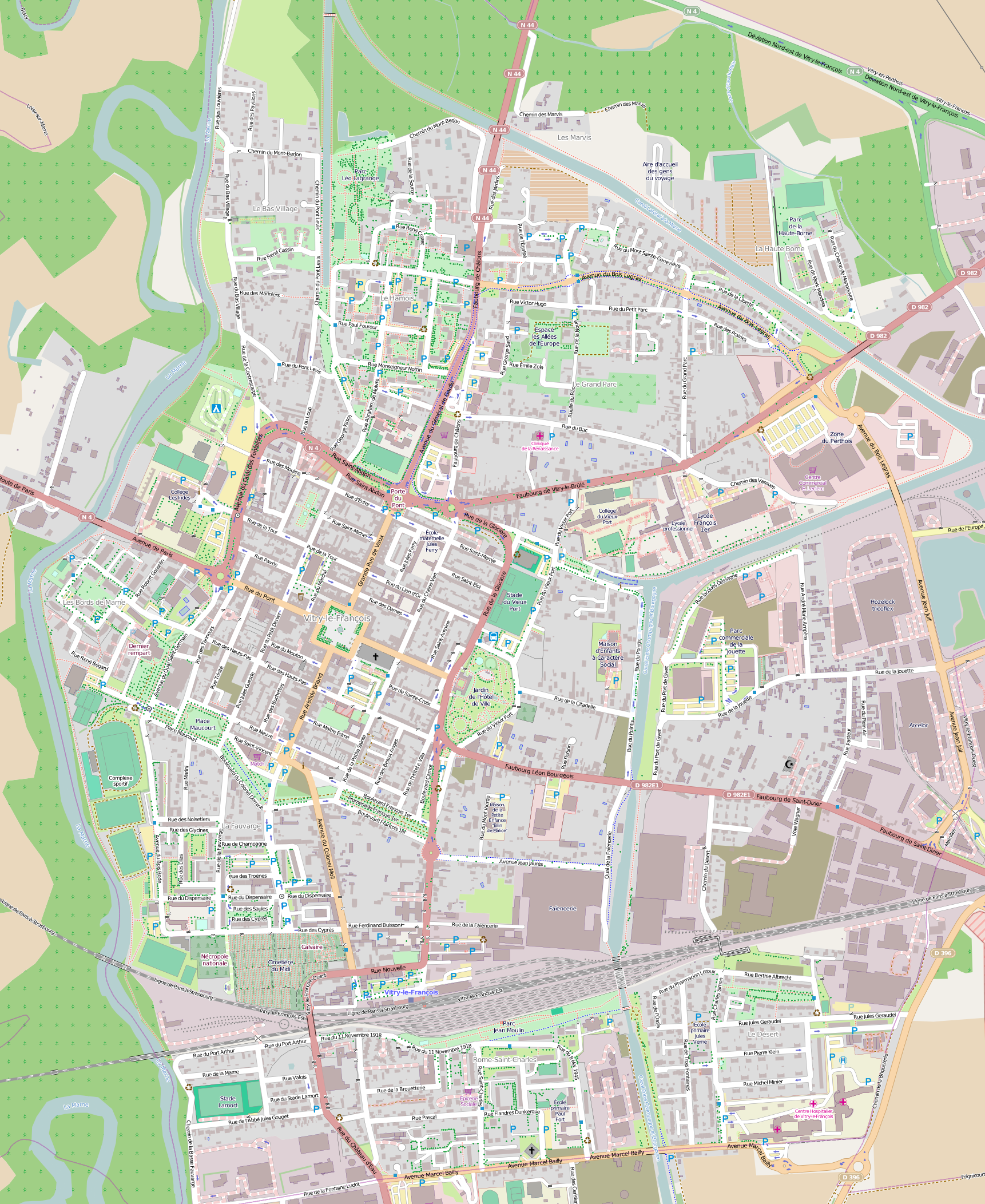
Plan actuel de Vitry-le-François (février 2014).

#### Centre-ville duXVIesiècle
Le centre-ville correspond à l'ancienne ville forteresse dessinée en 1545 par Girolamo Marini selon un plan orthogonal. La ville se définissait alors comme un carré de 612 mètres de côté, découpé en ilots carrés ou rectangulaires. Au centre, se trouvait une place carrée de 117 mètres de côté, la place d'Armes. Là se rejoignaient les deux artères principales, larges de 13,40 m, qui décomposaient la ville en quatre quartiers, eux-mêmes divisés en quatre par des rues dites « foraines » de 7,80 m, puis subdivisés en îlots par des voies plus étroites de 6,25 m de large. Toutes ces rues ont été créées de manière rectiligne, exception faite de la « sinueuse » rue des Tanneurs.
À la différence des bastides traditionnelles françaises du Moyen Âge, les rues principales permettaient l'accès à la place par le milieu des côtés, et non aux angles, le plan s'inspirant ainsi de l'urbanisme piémontais. Les alentours de la place d'Armes accueillaient les principaux lieux publics de la ville dont l'église, le cimetière, les halles et le palais de justice. Même si les fortifications disparurent vers 1895 et malgré la destruction presque totale de la ville par les bombardements de la Seconde Guerre mondiale, le centre-ville fut reconstruit par Maurice Clauzier, conservant ainsi sa morphologie de ville nouvelle de la Renaissance.

#### Extension de l'après-guerre

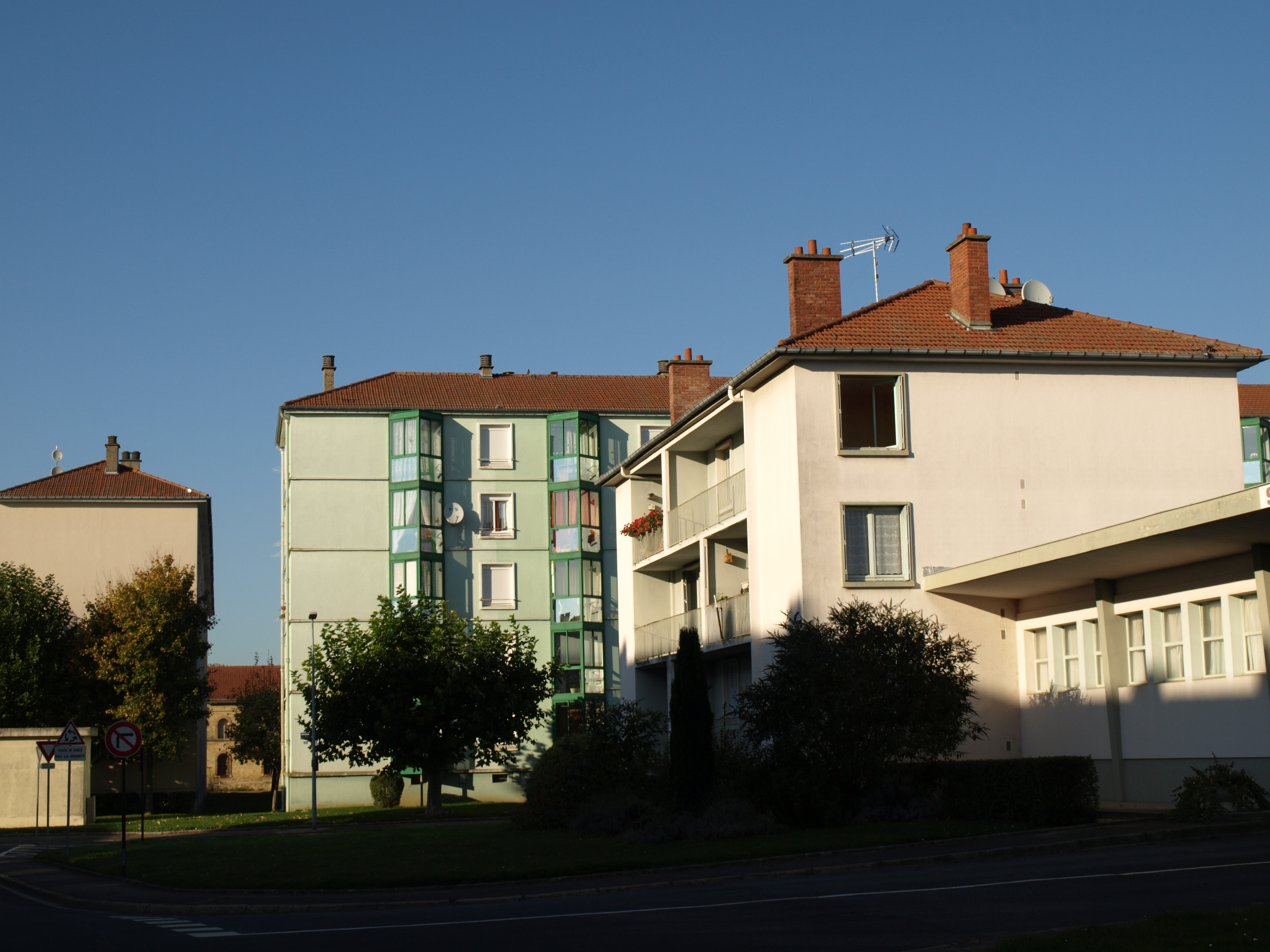
Des logements HLM dans le quartier de la Fauvarge.

Avant la guerre, seuls de « maigres faubourgs » s'étaient implantés à l'extérieur des anciens remparts. C'est seulement à partir de 1945, à la suite de sa destruction, que Vitry a commencé de s'étendre. Dès la fin des années 1950, de nouveaux quartiers composés de grands ensembles sont créés : La Fauvarge (1958 à 1964), Le Désert (1963 à 1968), Rome-Saint-Charles (1965 à 1973), Le Hamois (1969 à 1978) et La Haute-Borne (1970 à 1976). Dans les années 1960, à l'est du centre-ville, s'est développée sur d'anciennes gravières la zone industrielle de Vitry-Marolles. Vitry-le-François compte également d'autres quartiers, du nord au sud : Le Bas-Village, Les Marvis, Le Mont-Berjon, La Haute-Borne (communément appelé Le Champ de Manœuvres), Le Grand-Parc, Les Indes, Le Vieux-Port, La Citadelle, La Jouette, les Bords-de-Marne, Le Mont-Vierge, Le Port-Arthur et La Pépinière.
Malgré sa taille modeste, Vitry-le-François abrite plusieurs quartiers particulièrement défavorisés. Ainsi ceux du Hamois et de Rome-Saint-Charles-Le Désert sont classés « zone urbaine sensible » (ZUS) ; la ville comprend également deux quartiers non-ZUS : La Fauvarge et La Haute-Borne. Les ZUS abritaient en 2006 6 159 habitants, soit 41 % de la population vitryate pour 19 % de la superficie (125 ha). Dans ces quartiers, le taux de chômage était en 1999 de 25 % (contre 20 % à l'échelle de la commune). La même année, le nombre de moins de 25 ans, d'étrangers, de familles monoparentales et de locataires HLM était nettement supérieur à la moyenne vitryate, tandis qu'en 2004 le revenu annuel médian par unité de consommation y était inférieur de 3 000 €.

### Habitat et logement
En 2019, le nombre total de logements dans la commune était de 6 920, alors qu'il était de 7 288 en 2014 et de 7 396 en 2009.
Parmi ces logements, 82,9 % étaient des résidences principales, 1,1 % des résidences secondaires et 16 % des logements vacants. Ces logements étaient pour 36,2 % d'entre eux des maisons individuelles et pour 62,8 % des appartements.
Le tableau ci-dessous présente la typologie des logements à Vitry-le-François en 2019 en comparaison avec celle de la Marne et de la France entière. Une caractéristique marquante du parc de logements est ainsi une proportion de résidences secondaires et logements occasionnels (1,1 %) inférieure à celle du département (2,9 %) mais supérieure à celle de la France entière (9,7 %). Concernant le statut d'occupation de ces logements, 28,7 % des habitants de la commune sont propriétaires de leur logement (26 % en 2014), contre 51,6 % pour la Marne et 57,5 pour la France entière.
| Typologie                                               | Vitry-le-François | Marne | France entière |
| ------------------------------------------------------- | ----------------- | ----- | -------------- |
| Résidences principales (en %)                           | 82,9              | 87,9  | 82,1           |
| Résidences secondaires et logements occasionnels (en %) | 1,1               | 2,9   | 9,7            |
| Logements vacants (en %)                                | 16                | 9,2   | 8,2            |

### Voies de communications et transports

#### Voies de communication

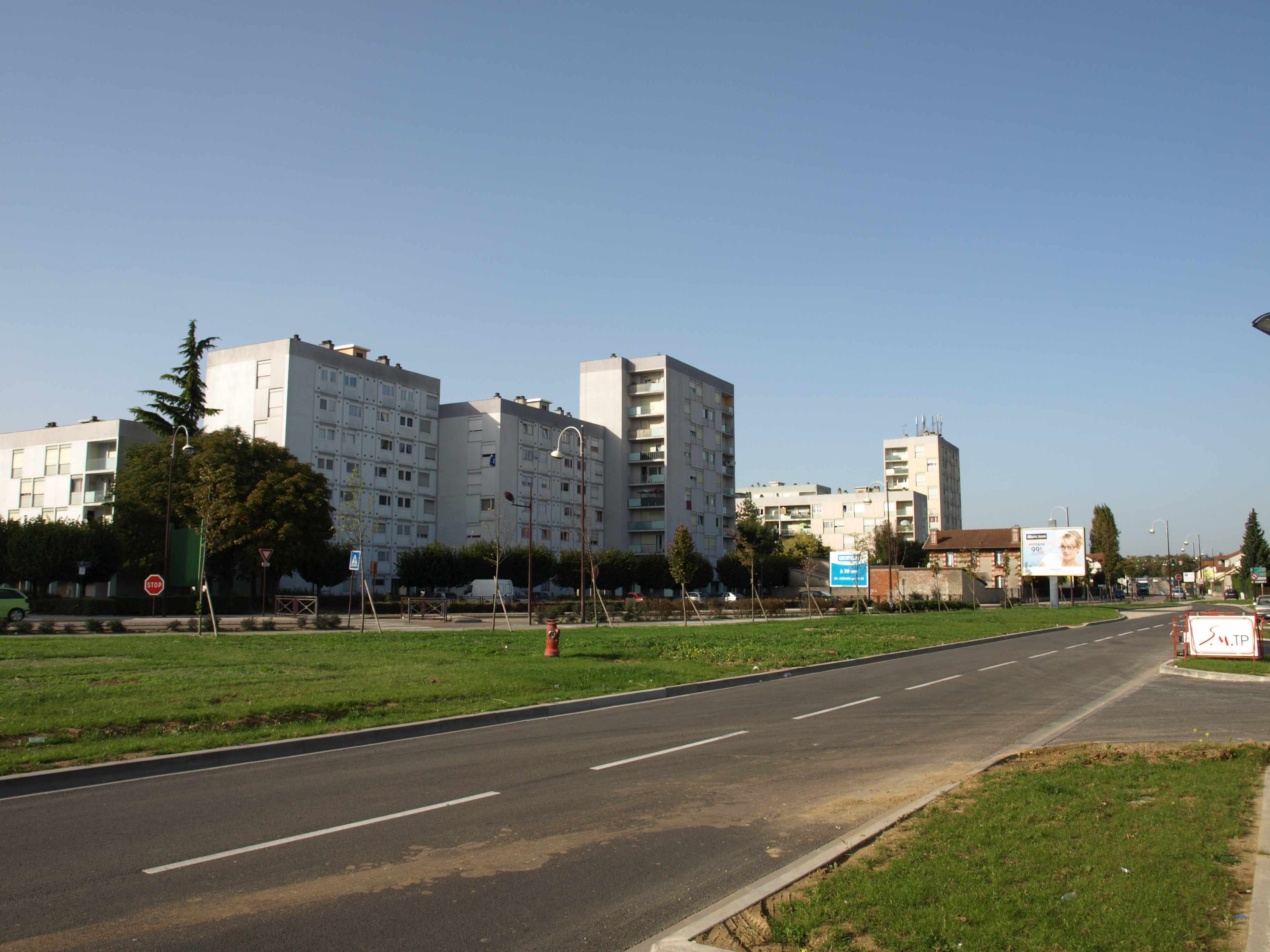
La RN 44 dans le quartier du Hamois.

En plus d'être un « nœud fluvial » accueillant un port fluvial de plaisance, la commune, où plus de 70 % des ménages possèdent un véhicule, est également un carrefour routier.
Elle est traversée par la RN 4, en provenance de Paris et qui se transforme en une voie rapide peu après la ville, en direction de Saint-Dizier puis Nancy. La RN 4 rejoint la RN 44 qui relie Cambrai et Châlons-en-Champagne à Vitry. La D 396 permet dans un sens (depuis le sud) d'accéder à la RN 4 sans traverser le centre-ville et de rejoindre Brienne-le-Château ou le lac du Der-Chantecoq dans le sens inverse. La D 982 relie la portion de la RN 4 en provenance de Paris à celle qui se dirige vers Nancy, et mène ensuite à Vitry-en-Perthois puis Sainte-Menehould.
L'accès autoroutier le plus proche est la sortie  20 de l'A26, située au niveau de la commune de Sommesous à environ 30 kilomètres à l'ouest du centre de Vitry-le-François.
Pour la randonnée pédestre, le sentier de grande randonnée 654 (GR 654) aussi appelé « voie de Vézelay » traverse la commune, tandis que le GR 14 passe au nord, à Vitry-en-Perthois. La ville propose également un « circuit des canaux de Vitry-le-François » long de 9 kilomètres. Par ailleurs, la « vélovoie verte » du canal entre Champagne et Bourgogne débute à Vitry. Cette véloroute relie la « cité rose » à Orconte, au lac du Der-Chantecoq et à Saint-Dizier et doit à terme connecter les principales villes de Champagne-Ardenne.

#### Transports en commun

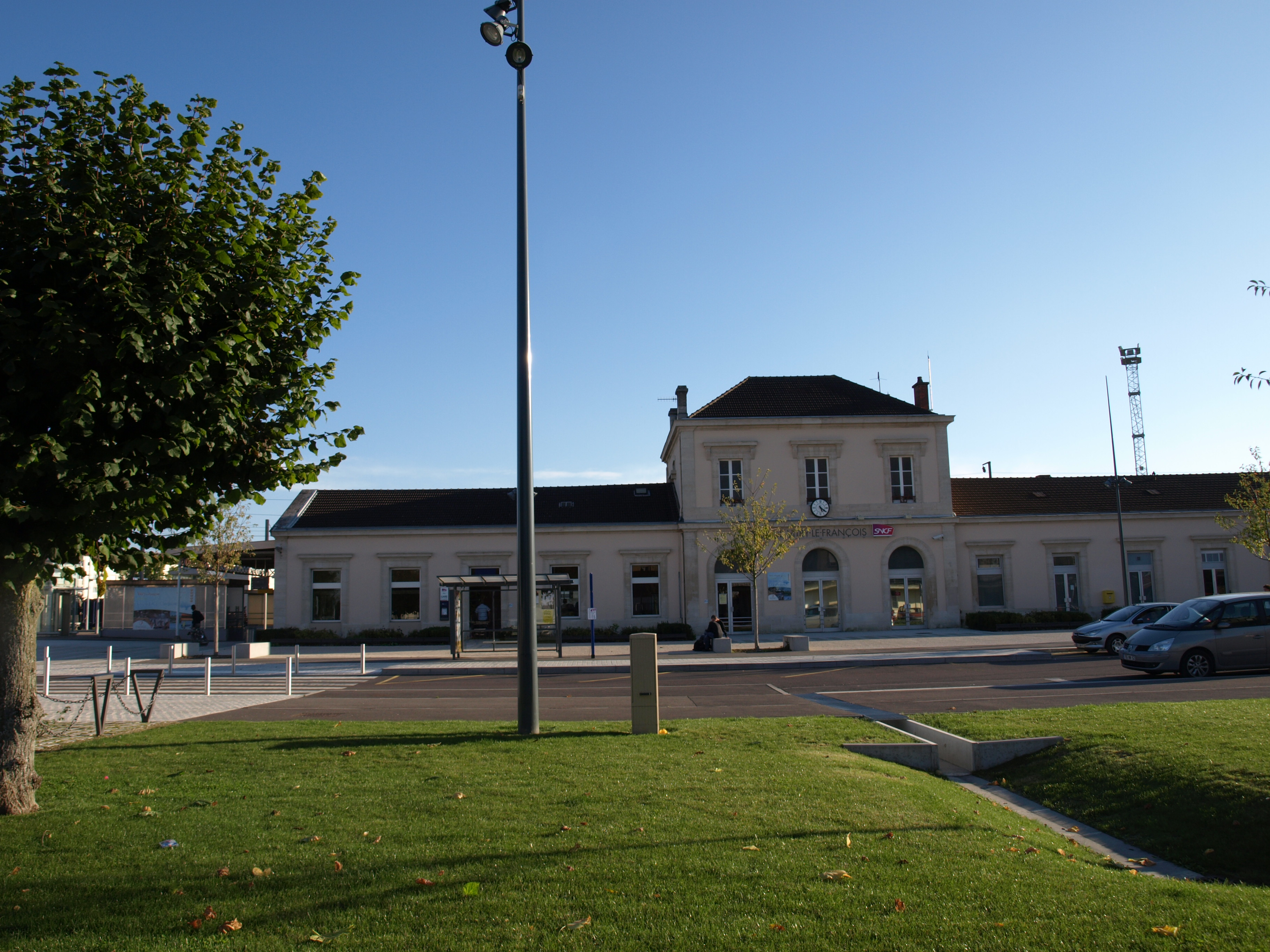
La gare SNCF de Vitry-le-François.

La gare de Vitry-le-François est desservie plusieurs fois par jour par les TER de Champagne-Ardenne parfois en liaison avec ceux de Bourgogne, Lorraine et Picardie. Depuis 2007, l'articulation entre le réseau régional et la LGV Est européenne permet au TGV Est de s'arrêter en gare de Vitry, la mettant à une heure trente de la capitale. Elle est considérée comme un « succès », la gare accueillant depuis plus de 700 voyageurs journaliers, et un atout pour l'attractivité de la ville. Pour relancer le tourisme dans la région vitryate, la municipalité a financé un TER aux armes de la ville ainsi que la pose d'une indication « Vitry-Lac du Der » à la gare.
La municipalité a mis en place à partir du 1er octobre 2007 un service social communal de transports urbains gratuit appelé « VitryBus » qui dessert l’ensemble des secteurs géographiques de la ville. Il est équipé d'un bus de 40 places accessible aux personnes à mobilité réduite,.
Par ailleurs, des autocars permettent, en 2011, de relier Vitry à Châlons-en-Champagne et Bar-le-Duc. D'autres lignes hebdomadaires rejoignent les communes d'Arrigny, Couvrot, Orconte, Vavray-le-Petit et Gigny-Bussy.

#### Autres moyens de transport
Vitry est accessible depuis les airs par l'aérodrome de Vitry-le-François - Vauclerc, un aérodrome de deux pistes qui est situé à quelques kilomètres à l'est de la ville, le long de la RN 4, sur le territoire de Vauclerc, à 125 m d'altitude. Il porte le code OACI LFSK. Géré par une association (aéroclub « François Ier »), il est destiné aux loisirs. L'aéroport international le plus proche est celui de Paris-Vatry. Il se trouve à une trentaine de kilomètres à l'ouest de Vitry-le-François, sur le territoire de la commune de Vatry.
Le port de de Vitry-le-François est un port de plaisance qui accueille chaque année plus de 300 bateaux.

## Toponymie
Après l'incendie de Vitry-en-Perthois par les impériaux de Charles Quint en 1544, François Ier ordonna que « Vitry-le-Brûlé » serait reconstruit sur l'emplacement du village de Maucourt,, village sur l'emplacement duquel on construisit en 1545 Vitry-le-François en bordure de Marne,, Vitry-en-Perthois restant à sa position initiale. La ville conserve le nom primitif de Vitry mais on hésite entre Vitry sur Marne et Vitry le François, forme attestée en 1544. C'est cette dernière option qui est approuvée par le roi François Ier. Son nom latinisé est Victoriacum ou Victriacum Franciscum, on trouve conjointement la forme Victry-le-Francoys aux XVIe et XVIIe siècles. En langage courant, le nom de la cité est simplement Vitry.
Au cours de la Révolution française, la commune porta provisoirement le nom de Vitry-sur-Marne.
Vitry-le-François est surnommée la « cité rose ». Cette appellation provient des pavés de couleurs rose ou rouge utilisés pour les trottoirs et les espaces publics vitryats. Ce surnom a fait de Toulouse, la « ville rose », la marraine de guerre de Vitry-le-François.
Le toponyme Vitry est d'un type gallo-roman courant en Gaule. Il remonte à un *victoriacu, généralement latinisé en Victoriacum dans les textes et qui se compose de l’anthroponyme latin Victorius, (porté par un indigène gaulois) et du suffixe d’origine gauloise -acum qui marque la propriété,.

## Histoire

### Avant Vitry-le-François
La fondation de l'ancienne Vitry est attribuée aux Gaulois. Vers 50 av. J.-C., les troupes romaines prennent possession de Carkonne, sur la Saulx et y construisent un fort baptisés Victrix, « la victorieuse » en latin. Un cimetière romain a d'ailleurs été retrouvé en 1656, en bordure de Marne, au nord de la ville, par un vigneron plantant ses vignes. On trouva également, en 1861 près de Marolles, un vase rempli de pièces romaines : 32 d'argent et 310 de bronze.
Le bourg se développe notamment avec la construction de monuments religieux avant d'être incendié une première fois par Louis VII, dit Louis le Jeune, en 1142. 1 500 villageois meurent dans le sinistre, alors qu'ils s'étaient réfugiés dans l'église ; écrivant en 1933, l'historien Charles Petit-Dutaillis attribue la réorientation ultérieure du règne de Louis VII (rapprochement avec la Papauté et départ pour la croisade, perte d'influence de sa femme Aliénor d'Aquitaine) au « choc nerveux » que lui a causé ce drame.
En 1284, le Perthois, possession des comtes de Champagne est rattaché avec l'ensemble du comté à la couronne de France. La ville est à nouveau incendiée en 1420 par Jean de Luxembourg et ses alliés anglais.

### Ville de FrançoisIer

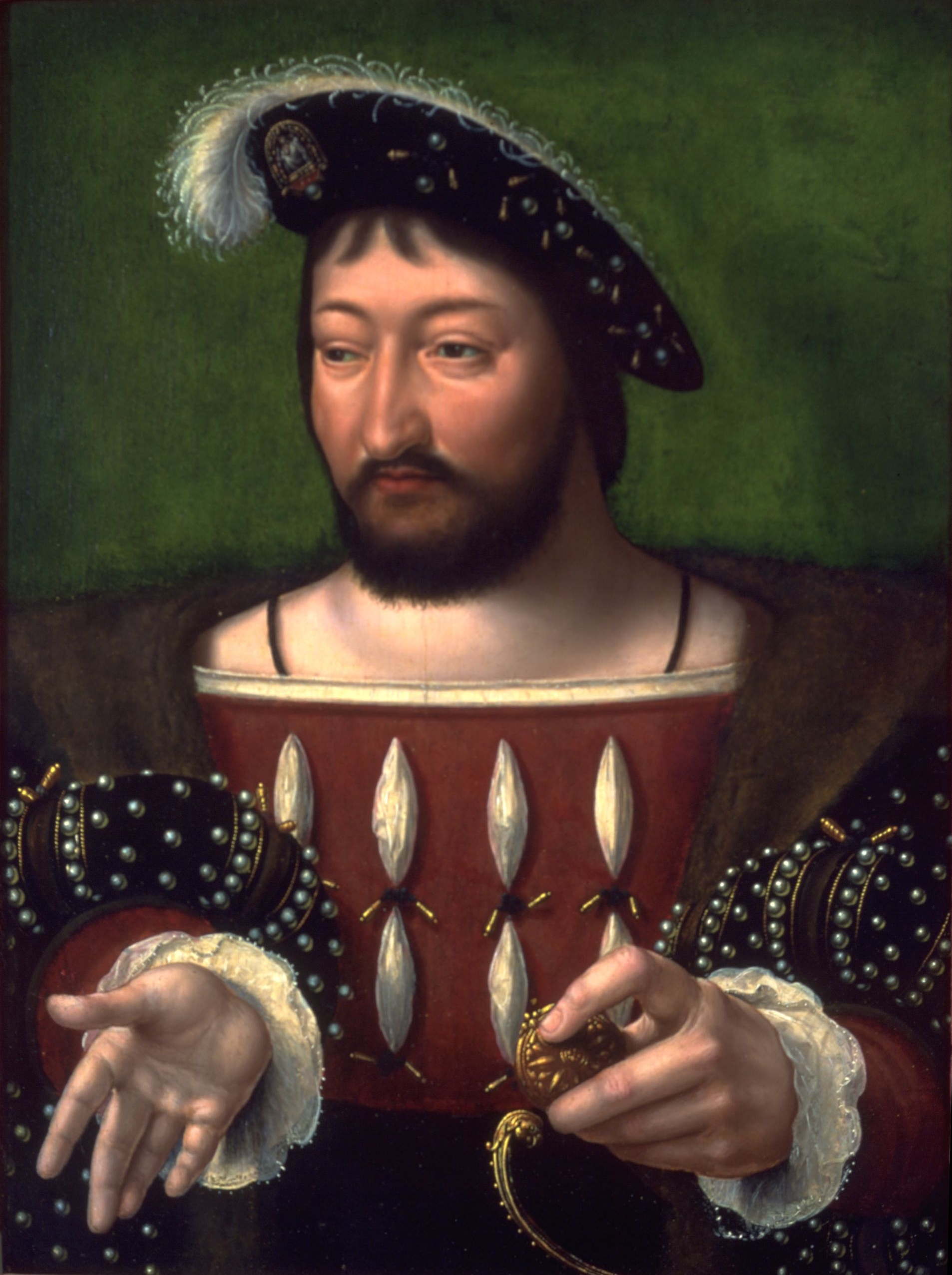
La ville a été fondée en 1545 par le roi de France François Ier.

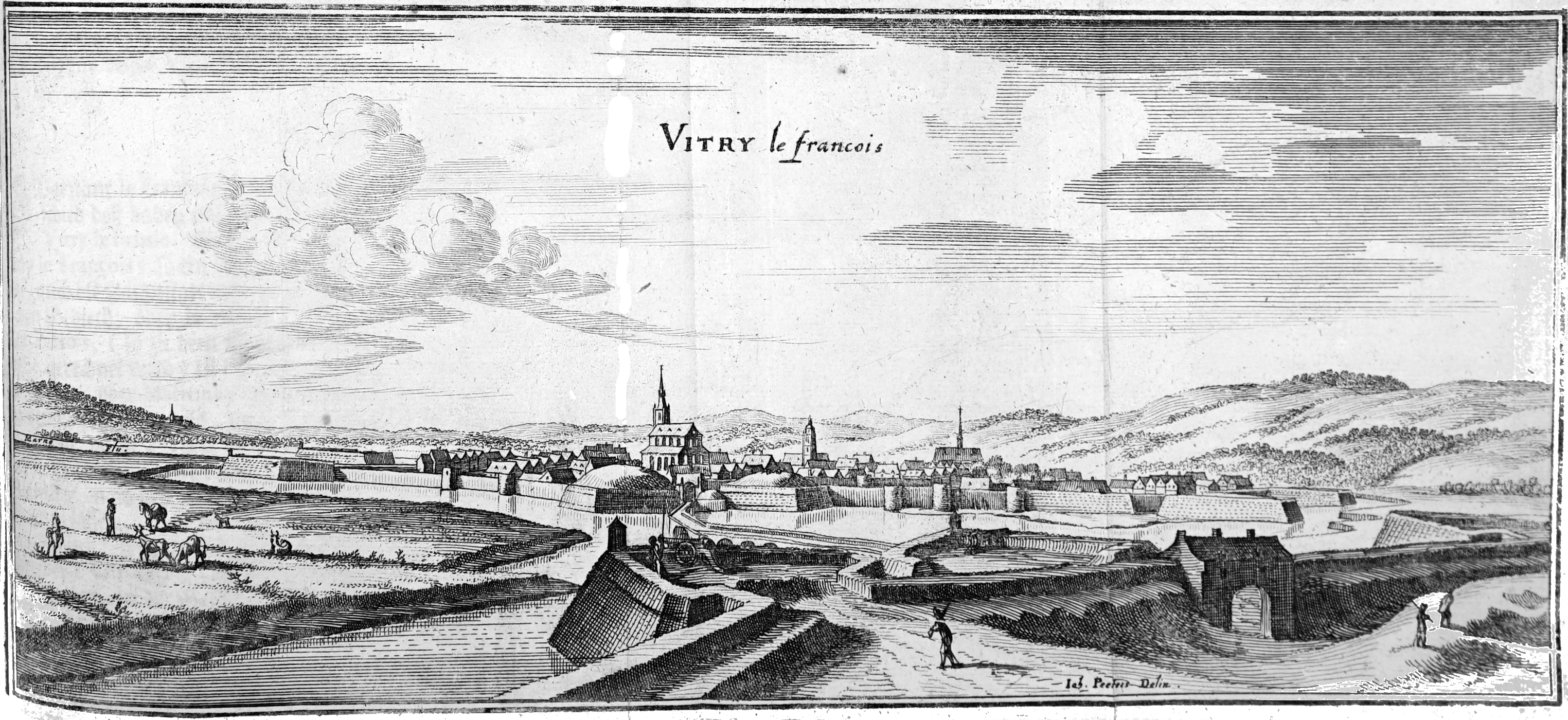
Carte de Vitry fortifiée en 1658.

En 1542 débute la neuvième guerre d'Italie. En 1544, Charles Quint, ligué avec Henri VIII d'Angleterre, entre en Champagne et assiège la ville proche de Saint-Dizier tandis qu'une partie de l'armée de François Ier est à Vitry-en-Perthois. À la suite d'attaques subies par ses troupes, Charles Quint envoie des éclaireurs brûler et détruire Vitry, faisant fuir vers Châlons l'armée française dirigée par le seigneur de Brissac. Le 18 septembre 1544, François Ier et Charles Quint signent la trêve de Crépy-en-Laonnois.
Après avoir pensé reconstruire Vitry-en-Perthois qui était « la clef de son royaume du côté de l'Allemagne », François Ier décide d'ériger une nouvelle ville à l'abri des collines et donc de l'artillerie. Il la fait bâtir à une demi-lieue de l'ancien bourg, à la place du village de Maucourt (ou Moncourt), en bordure de Marne. Le roi de France donne son nom, son emblème, la salamandre, et sa devise « Nutrisco extinguo », traduite en français par « je nourris et j'éteins », à la nouvelle cité.
Le 28 janvier 1545, il ordonne au bailli de Vitry de tracer le plan et les fossés sur un terrain qui appartenait aux chevaliers de Saint-Jean de Jérusalem, qui sont donc expropriés en échange de 300 livres par an. Le plan, approuvé par édit au mois de mai, est dessiné par l'architecte Girolamo Marini. Malgré de nombreuses réticences, une grande part des villageois de Vitry (désormais « la Brûlée ») déménagent pour Vitry-le-François, à qui on accorde des avantages économiques (droits de foire et marchés, exemption d'impôts pendant vingt ans, facilités de construction,, etc.), avec l'ensemble des juridictions. La sécurité qu'offre cette nouvelle ville est également un facteur de départ de nombreux habitants. On se sert d'ailleurs des pierres de l'ancienne Vitry pour édifier la nouvelle même si la plupart des maisons sont construites en bois. En 1557, 500 maisons sont achevées.
Avec la mort de François Ier, en 1547, le développement de la ville est menacé. Henri II, son successeur, annule le 3 mai, les édits, créant et fortifiant la cité ainsi que les avantages économiques ; cependant, le 10 novembre ces édits sont rétablis.
Vitry-le-François est entourée de murailles et de remparts avec huit bastions dépourvus de maçonneries mais protégés par des fossés d'eau vive et possède une citadelle, détruite par la suite. Les fortifications ne sont achevées qu'en 1624. La ville est divisée en quatre quartiers : le quartier Notre-Dame, le quartier du Lion-d'Or, le quartier de la Halle et le quartier Saint-Germain, sur le site de l'ancien Maucourt. En 1587, les anciens moulins de Maucourt, détruits pendant la guerre, tournent à nouveau.

### De la fondation à la Révolution

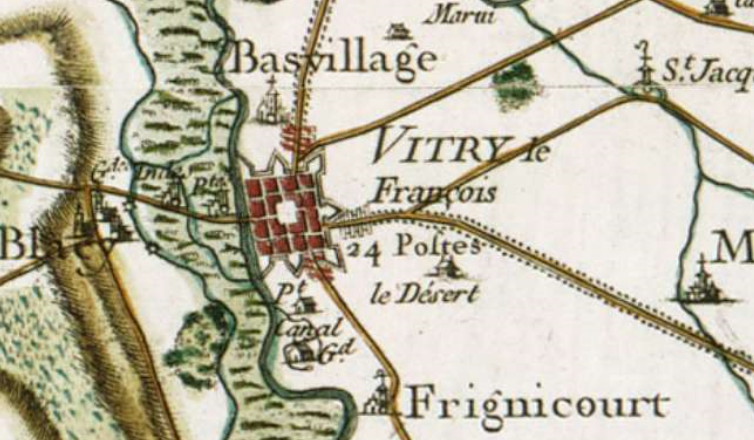
Vitry-le-François et ses environs sur la carte de Cassini vers 1760.

À la fin du XVIe siècle, la ville est touchée par les guerres de Religion. Alors que le gouverneur de Vitry, Jean de Mutigny, fait partie de la Ligue, opposée au roi, les fidèles à Henri IV prennent la ville et le gouverneur est assassiné le 17 mai 1590. Deux jours plus tard, la Ligue reprend la ville, avec M. de Frignicourt comme gouverneur. La cité se soumet finalement au Roi de France et lui demande la destruction de la citadelle de la ville en 1598, qui se trouve alors sur l'actuel site de l'hôtel de ville. Les troubles religieux cesseront définitivement au cours des décennies suivantes.
Après cinquante ans de faible croissance démographique, la population passe de 2 000 habitants en 1620 à 11 600 en 1626. La cité se développe grâce aux administrations et aux commerces : bois, grains et vins y sont transportés jusqu'à Paris par la Marne, qui n'est navigable qu'à partir de Vitry. De nombreux édifices religieux sont construits, on y recense notamment un couvent de minimes, un de récollets, deux de religieuses et un hôpital des Frères de la Charité. Des églises sont créées dans les quartiers en expansion : l'église Saint-Germain dans le quartier du même nom, l'église Saint-Nicolas du Bas-Village pour le quartier du Hamois et les bourgs de Vaux et Vitry-en-Perthois ainsi qu'une troisième église dans le quartier de la Halle. L'actuelle collégiale y est construite à partir de 1629, lorsque les chanoines de Vitry-la-Brûlée acceptent de rejoindre Vitry-le-François. D'autres monuments importants tels le palais Royal, qui accueille les juridictions de la ville, sont édifiés à cette époque.
Le 9 octobre 1603, Henri IV crée l'échevinage de Vitry-le-François. On y trouvait donc un maire, quatre échevins et un conseil de ville. Il se réunissait une fois par an, le dimanche avant la Saint-Martin d'hiver. En 1765, le conseil de ville est remplacé par une assemblée de notables composée du maire, des échevins, des anciens conseillers et de 14 notables. Jusqu'à cette date, la fonction de maire était généralement remplie par le premier échevin. Lors de la Révolution française, l'échevinage de Vitry-le-François est aboli et laisse place à la commune actuelle.
À la suite de l'augmentation des prix du blé, une famine touche la ville en 1626 et fait plusieurs morts. Les pauvres infirmes sont envoyés chez les Vitryats les plus aisés tandis que les valides travaillent aux fortifications. Le 19 octobre 1632, c'est la peste qui se déclare. Semblant s'apaiser, elle reprend, plus violente en 1634, 1635 et 1636. Vitry perd ainsi la moitié de sa population entre 1632 et 1638. Malgré ce traumatisme, la ville retrouve sa prospérité : en 1650, elle compte 12 000 communiants. Signe de cette nouvelle prospérité, la première imprimerie de la ville est créée en 1645. Pourtant, la famine de novembre 1692 pousse de nombreux habitants à saccager, armée de couteaux et de haches, le domicile d'un marchand de grains. D'autres révoltes dues au manque de pain se produisent en 1704, 1709 et 1753.
Située sur la route de Paris à l'Allemagne, la ville accueille de nombreux souverains, nécessitant l'organisation de grandes festivités. Les Vitryats accueillent ainsi le roi Louis XIV avec enthousiasme lors de ses passages en février 1678 et en septembre 1681. À la suite de la révocation de l'édit de Nantes en 1685, environ 2 000 protestants de la cité s'exilent, dont le mathématicien Abraham de Moivre et d'autres industriels parfois forts riches. Un incendie éclate le 21 octobre 1701, ravageant une quarantaine de maisons du quartier Saint-Germain. Pour éviter qu'un tel drame se reproduise la municipalité investit entre 1706 et 1721 dans trois pompes à incendie. On découvre dans les années 1730 une source, la source Saint-Simon, qui guérirait des maux d'yeux et qui devient un lieu de pèlerinage. Elle est cependant laissée à l'abandon. Des émeutes de la faim éclatent à nouveau en ville le 5 octobre 1770.

### Vitry-le-François sous la Révolution
Après avoir rédigé les cahiers de doléances, chaque ordre élit ses députés aux états généraux. L'élection de Vitry rassemblait les bailliages d'Épernay, Fismes, Saint-Dizier, Sainte-Menehould et Vitry-le-François. Nicolas Dumont, curé de Villers-devant-le-Thour, et Jacques Antoine Brouillet, curé d'Avize, représentent le clergé. Les députés de la noblesse sont Jean-Baptiste David de Ballidart et Pierre-Louis, comte de Failly. Nicolas-Remy Lesure, Edmond-Louis-Alexis Dubois de Crancé, Pierre-François Barbié et Jean-Baptiste-Célestin Poulain sont élus pour représenter le tiers état,.
La déchristianisation révolutionnaire supprime les couvents de Vitry-le-François : celui des récollets devient l'hôtel de ville et la bibliothèque publique, celui des minimes est converti en caserne ; la chanoinerie est abolie. Les prêtres de la paroisse de Vitry, jansénistes pour la plupart, prêtent serment sur la constitution. Les ornements des églises sont en grande partie profanés. La collégiale est transformée en temple de la Raison puis de l'Être suprême, avant de devenir un magasin ; l'église Saint-Germain est détruite courant 1794 par un incendie. La paix religieuse revient en ville en 1795. La Révolution, malgré quelques dénonciations, ne provoque « aucune scène de carnage » à Vitry-le-François.

### XIXesiècle
Lors de la campagne de France, le 2 février 1814, les armées de la Sixième Coalition assiègent Vitry-le-François, qui est bombardée. Mais, face à la résistance de la ville, les puissances étrangères se retirent. Elles sont pourtant de retour le 5, en plus grand nombre. Par peur d'être détruite, ne possédant que de faibles fortifications, la cité leur ouvre ses portes. Alors qu'Alexandre Ier de Russie, Frédéric-Guillaume III de Prusse et le feld-maréchal Schwarzenberg sont réunis dans la ville, Napoléon se dirige vers Vitry-le-François, puis l'encercle. Cependant, la chute de Paris, à la fin du mois de mars, l'oblige à abdiquer. Lors du retour de Napoléon en 1815, la ville est à nouveau assiégée mais tient jusqu'à la seconde défaite de l'empereur. Les armées ennemies entrent ensuite dans la cité, provoquant quelques destructions, toutefois limitées.
Sous l'impulsion d'un riche donateur, M. Domyné de Verzet, l'éducation primaire gratuite, pour garçons et filles, se développe dans la ville. En effet, les années 1830 voient notamment la création des écoles chrétiennes à Vitry-le-François. En 1832, le choléra ravage la cité et fait 371 morts ; il réapparait en 1849 et 1854. À la moitié du siècle, la ville s'embellit et se développe : nombre de maisons sont désormais bâties en pierre, de nombreuses fontaines sont construites, les fortifications sont renforcées, la porte du Pont est édifiée, le canal de la Marne au Rhin est creusé, etc.

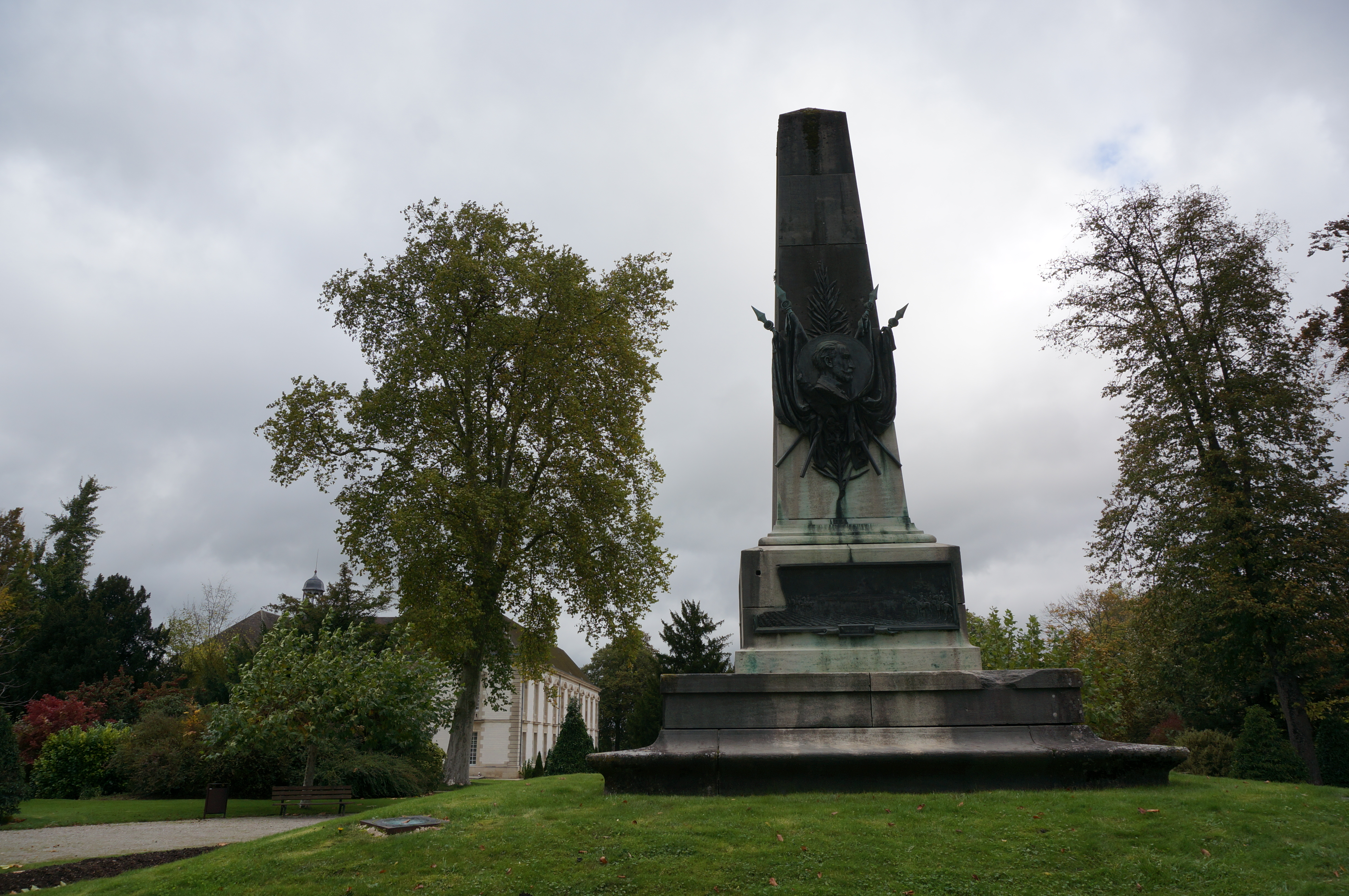
Colonne à Sadi-Carnot avec l'hôtel de ville en arrière-plan.

En 1841, l'abbé Boitel fait état de la situation de la ville. Les 626 hectares de superficie de Vitry-le-François se répartissent entre 285 ha de champs labourables, 107 ha de vignoble, 99 ha de zone urbaine et de plans d'eau, 55 ha de prairies naturelles, 52 ha de forêt et 28 ha de parcs et jardins. La cité vit du commerce des grains (les terres y sont très productives) et des vins. Les riches Vitryats (familles de La Franchecourt, de Felcourt, de Salligny, Haudos de Possesse, , etc.[réf. nécessaire]) possèdent des fermes et des vignes à l'extérieur de la ville.
En 1870, la guerre franco-prussienne éclate. Les Allemands avancent rapidement et prennent Vitry-le-François le 25 août. Ils occupent la ville, occasionnant réquisitions et arrestations nombreuses de civils, jusqu'au 9 novembre 1872, une fois la paix signée. Le président Sadi Carnot est présent pour la revue de Vitry de 1891, commémoré par un monument à Sadi Carnot et à l'Armée dans le parc de l'hôtel de ville. Les fortifications sont démantelées dans les années 1895-1896 et le parc de l'hôtel de ville est agrandi. La collégiale actuelle est achevée à la même période, en 1898, grâce au don du comte de Felcourt.

### Première Guerre mondiale

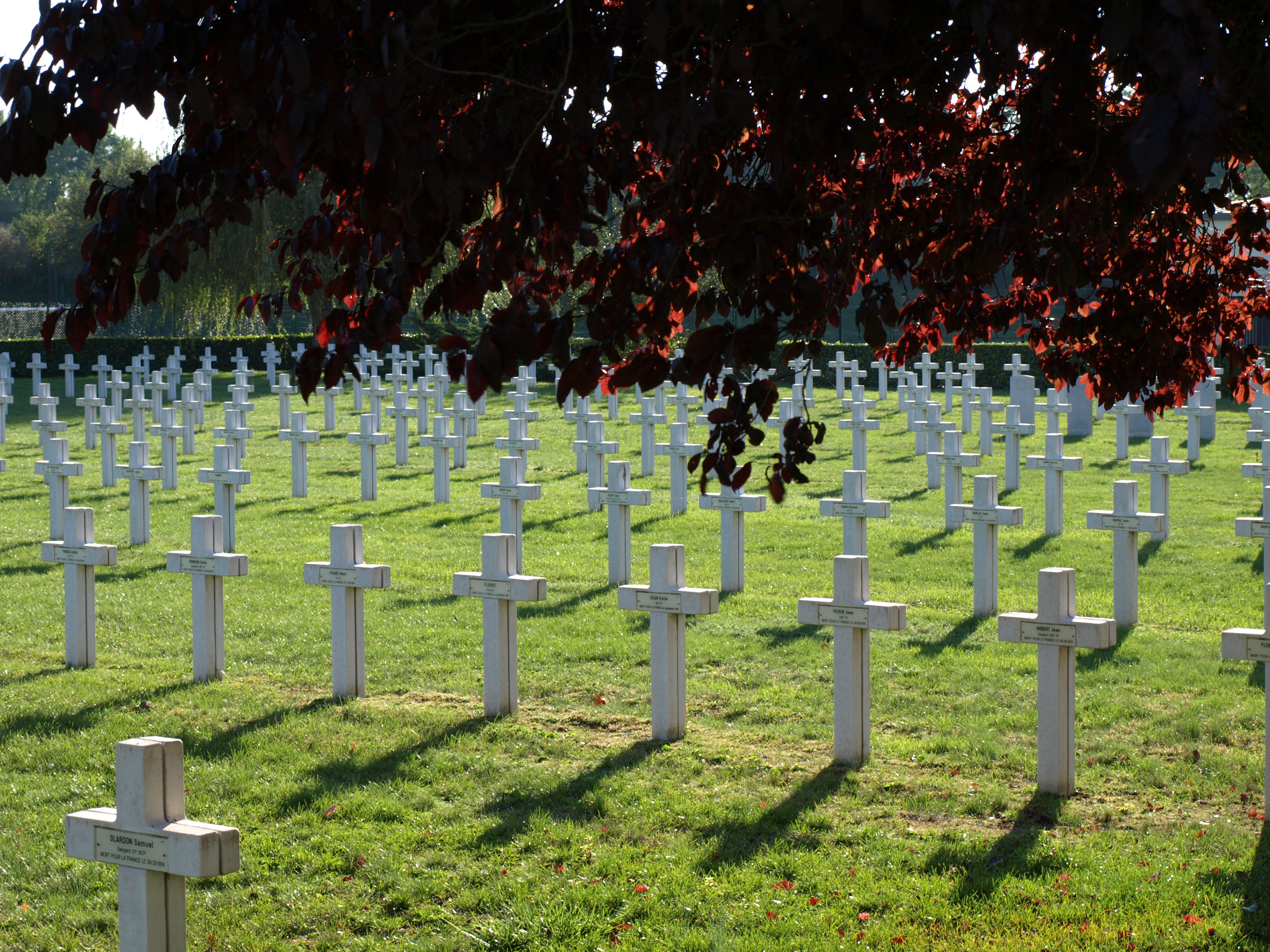
Alignement de croix de la nécropole nationale.

L'Allemagne déclare la guerre à la France le 3 août 1914. Dès le lendemain, le général Joffre établit son quartier général au collège de Vitry-le-François.
Le G.Q.G., le 4 août 1914, au collège de Vitry-le-François, se composait du général Joseph Joffre, du général Édouard de Castelnau, du général Émile Belin, du général Henri Berthelot, du général (capitaine à l'époque) Edward Spears et du lieutenant-colonel Louis-Gaston Zopff.
Le 1er septembre suivant, poussée par l'avancée allemande, l'armée française quitte la ville ; les rues vitryates voient alors passer les troupes en retraite ainsi que les réfugiés en provenance de Belgique et du Nord du pays. Le 5 septembre, la majorité de la population a déjà quitté la cité ; on n'y compte plus que 800 habitants. Lorsque les Allemands font leur entrée en ville, le curé-archiprêtre de Vitry et deux notables sont arrêtés. Ceux-ci, grâce à leurs discussions, permettent à la ville d'échapper au pillage et à la destruction ; tous trois seront cités à l'ordre de la Nation.
Le 6 septembre, le général Joffre lance l'offensive de la première bataille de la Marne. Les combats font rage au mont Morêt, au sud-ouest de Vitry-le-François, et aux alentours de Glannes et Huiron. La IVe armée, dirigée par le général de Langle de Cary, reprend la ville dans la nuit du 10 au 11 septembre, remontant vers le nord. Si le front reste dès lors éloigné de Vitry-le-François jusqu'à l'armistice, 402 Vitryats périssent sur le champ de bataille. La ville est par la suite décorée de la croix de guerre.
Une « nécropole nationale de Vitry-le-François » est créée en 1921 au sud de la ville. Elle accueille sur 8 612 m2 les corps de 4 067 soldats ; parmi ceux-ci, 4 005 sont ceux de Français et Britanniques tués durant la Première Guerre mondiale, les 62 autres étant ceux de Français morts pendant la Seconde Guerre mondiale.

### Martyre de la Seconde Guerre mondiale
Quelques pans de murs isolés

Vers le ciel se dressent encore,

Et, sur des perrons mutilés,

Gisent des cadavres d'amphores.
Le 16 mai 1940, six jours seulement après la fin de la « drôle de guerre », Vitry-le-François est survolée par l'aviation nazie qui bombarde le quartier Saint-Germain. En quelques minutes, la totalité du quartier brûle. De peur de nouvelles attaques, les Vitryats s'enfuient vers les villages alentour ou creusent des abris dans le sol de leurs jardins. La ville est ensuite plusieurs fois bombardée par la Luftwaffe. Le 12 juin, alors que l'armée terrestre allemande s'approche de la cité, le maire, M. Prud'homme, reçoit l'ordre du secrétaire général de la préfecture d'évacuer la ville vers le sud. Le lendemain, le génie fait sauter les ponts sur la Saulx, puis le tout nouveau pont de la route de Châlons. Seule une batterie d'artillerie, dirigée par le capitaine Sire, reste à Vitry-le-François pour retarder l'avancée des Allemands. Ceux-ci tirent obus et bombes incendiaires sur la ville. Le quartier de la Halle s'embrase, puis l'incendie se propage aux quartiers du Lion d'Or et de Notre-Dame : c'est l'ensemble de la cité qui est en flammes. Le 14 juin, l'armée du Troisième Reich pénètre dans une ville vide et détruite à 80 %. Dès lors, Vitry-le-François est sous occupation allemande. Le 27 juin, l'administration municipale reprend son activité. Des baraquements d'urgence sont édifiés. Pour se reconstruire, la ville reçoit notamment l'aide de Toulouse et réussit en partie à « ressusciter ». Cependant, plusieurs familles juives vitryates sont déportées ; parmi elles, les parents de la famille Baumann sont emmenés à Auschwitz en novembre 1943.
En juin 1944, les Alliés débarquent en Normandie. À la fin du mois, le 27 au soir, ils bombardent la gare de Vitry-le-François. Dans la nuit, les sirènes retentissent et des centaines de fusées éclairantes, prévenant d'un bombardement massif, illuminent le ciel. C'est d'abord le quartier de la gare qui est attaqué puis le centre-ville et le Bas-Village ; les bombardements s'étendent à toute la ville. Les baraquements s'écroulent et plusieurs habitants sont tués dans leur fuite, notamment en direction du Bas-Village. Après 25 minutes, les bombardements cessent. Les morts sont emmenés à l'église et des soins s'organisent notamment grâce à la Croix-Rouge. Vitry-le-François est à nouveau presque totalement terrassée et est détruite à 93 %. On dénombre par ailleurs 105 morts, 48 blessés hospitalisés et 150 blessés légers. L'hôtel de ville, épargné lors du bombardement de 1940, est ravagé ; avec lui disparaissent les 30 000 volumes de la bibliothèque municipale, dont de nombreux ouvrages rares et anciens. Après le 28 juin, des bombardements continuent et, à la suite d'un nouvel exode vers les campagnes alentour, seuls 300 Vitryats restent dans leur cité. Les occupants subissent alors les attaques de la Résistance locale[réf. souhaitée], et plusieurs sont exécutés. Face à l'arrivée des troupes alliées et à l'activité de la Résistance vitryate, les Allemands se replient en hâte le 29 août et la ville est libérée par les Américains.

### Depuis 1945
La population regagne cependant vite la ville et s'attèle dès lors à la reconstruction. Vitry-le-François reçoit sa seconde croix de guerre du général Giraud, le 5 juin 1949. Les années 1950 et 1960 sont donc marquées, comme pour de nombreuses villes, par la réhabilitation des monuments historiques détruits à la suite de l'invasion allemande. La sous-préfecture de Vitry-le-François a ainsi été reconstruite en 1953 et l'hôtel de ville en 1962. Un nouveau collège plus moderne est inauguré en 1959 puis c'est au tour de la collégiale de voir sa restauration achevée avec la bénédiction des cloches de sa tour nord en 1960. C'est également à cette époque que sont construits de grands ensembles en périphérie de la ville.
En 1974, le lac du Der-Chantecoq, situé à 15 km de la commune a été mis en service afin de réguler le débit de la Marne. Le site s'est depuis transformé en un moteur du développement local, grâce à son importance dans les domaines des loisirs, du tourisme nautique et de l'écotourisme.
Dans la nuit du 14 au 15 juin 2008, à la suite de la mort d'un jeune homme lors d'un règlement de comptes, des violences urbaines ont lieu dans la cité rose, causant la destruction de plus de 60 voitures et les blessures de deux pompiers, de deux policiers ainsi que de cinq Vitryats.

## Politique et administration

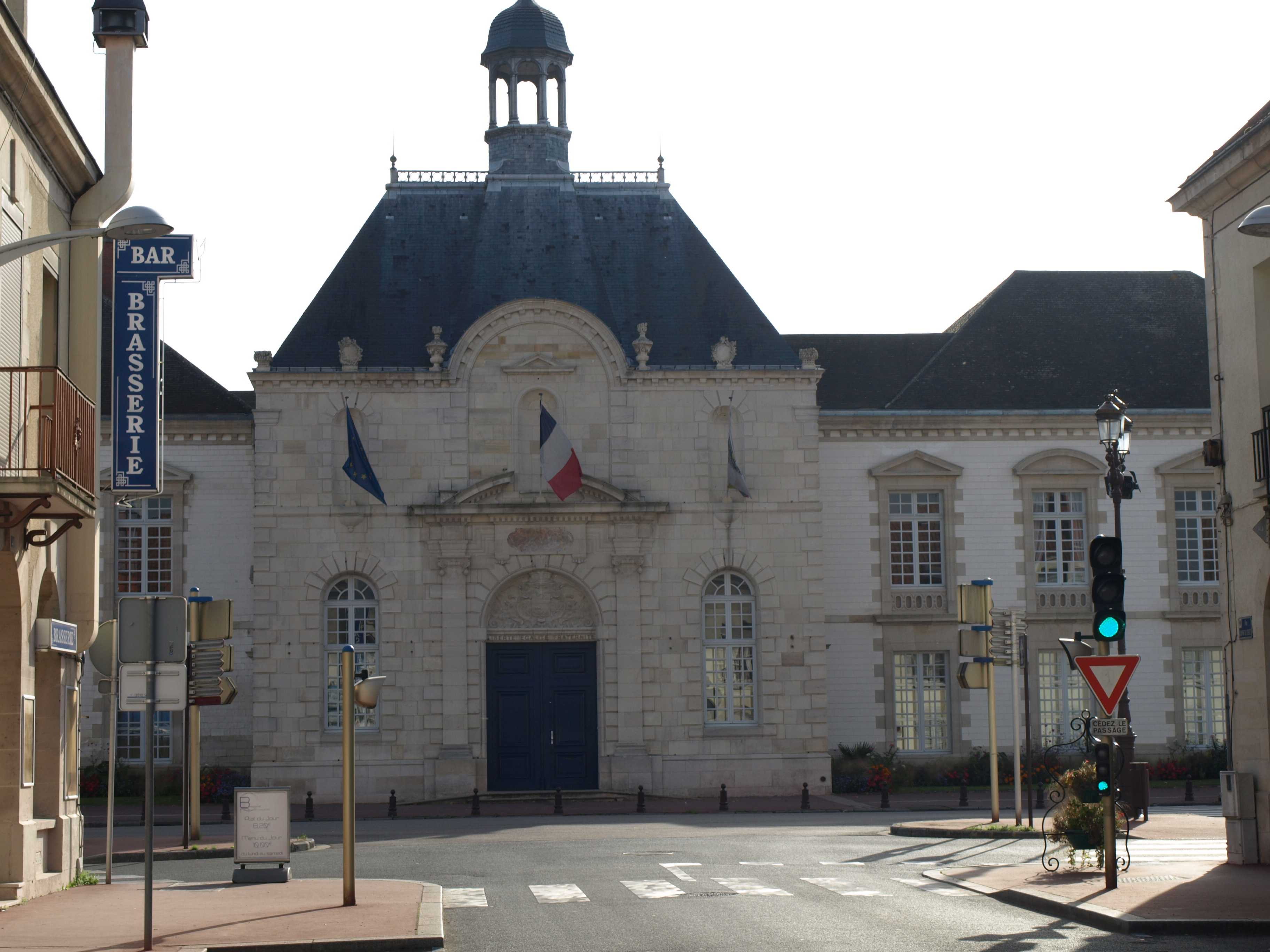
Façade de l'hôtel de ville aménagé dans l'ancien couvent des récollets de style classique datant du XVIIe siècle.

### Rattachements administratifs et électoraux

#### Rattachements administratifs
La commune est le chef-lieu de l'arrondissement de Vitry-le-François du département de la Marne.
Elle était de 1793 à 1973 le chef-lieu du canton de Vitry-le-François, année où il est scindé entre les cantons de Vitry-le-François-Est et de Vitry-le-François-Ouest. Dans le cadre du redécoupage cantonal de 2014 en France, cette circonscription administrative territoriale a disparu, et le canton n'est plus qu'une circonscription électorale.

#### Rattachements électoraux
Pour les élections départementales, la commune est membre depuis 2014 du  canton de Vitry-le-François-Champagne et Der
Pour l'élection des députés, elle fait partie de la cinquième circonscription de la Marne.

### Intercommunalité
Vitry-le François était membre de la communauté de communes de Vitry-le-François, un établissement public de coopération intercommunale (EPCI) à fiscalité propre créé en 2002 et auquel la commune avait transféré un certain nombre de ses compétences, dans les conditions déterminées par le code général des collectivités territoriales.
Cette intercommunalité a fusionné avec  les communautés de communes du Mont-Môret (4 communes), des Quatre-Vallées pour former, le 1er janvier 2013, la communauté de communes Vitry, Champagne et Der dont la ville est le siège.
Le réseau de villes du « Comité de Promotion et de Développement du Triangle » (souvent abrégé en « territoire du Triangle » ou plus simplement « Le Triangle ») associe les municipalités de Vitry-le-François, de Bar-le-Duc dans la Meuse et Saint-Dizier dans la Haute-Marne depuis 1993. L'objectif du Triangle est principalement d'optimiser l'aménagement du territoire, développer le tourisme et améliorer la coopération entre ces trois villes proches, au-delà des limites administratives. Le réseau est cependant ralenti depuis les élections municipales de 2008, qui ont vu les communes de Bar-le-Duc et Vitry-le-François changer de majorité.

### Tendances politiques et résultats
Considérée comme une « ville de gauche », Vitry-le-François voit cependant la droite et l'extrême droite arriver en tête des principaux scrutins nationaux depuis le début des années 2000. La gauche continue toutefois à être majoritaire aux échelons municipal et régional.
Les élections présidentielles depuis 1995 montrent ce glissement à droite de la ville. En 1995, Lionel Jospin arrive en tête du premier tour avec 24,8 % devant Jean-Marie Le Pen à 23,5 %, Jacques Chirac à 17,7 % et Édouard Balladur à 16,53 % avant de l'emporter au second tour avec 53,61 % contre Jacques Chirac ; au niveau national, c'est le candidat du RPR qui gagne l'élection avec 52,64 %. Sept ans plus tard, Jean-Marie Le Pen obtient 27,54 % suivi du président sortant à 19,2 % et du premier ministre à 15,76 %. Au second tour, après une baisse de l'abstention de 7 points, Jacques Chirac remporte 72,63 % des voix. Le candidat du FN obtient un score supérieur de près de dix points par rapport à la moyenne nationale avec 27,37 % contre 17,79 %. En 2007, c'est le candidat de la droite, Nicolas Sarkozy, qui arrive en tête du premier tour avec 31,27 % des voix suivi de Ségolène Royal à 23,85 %, Jean-Marie Le Pen à 17,91 % et François Bayrou avec 14,86 %. Nicolas Sarkozy l'emporte au tour suivant avec 57,46 % contre 53,04 % à l'échelle nationale. En 2012 cependant, le socialiste François Hollande emporte le premier tour avec 30,41 % (devant Nicolas Sarkozy à 25,67 % et Marine Le Pen à 25,03 %) mais aussi le second tour avec 50,37 % des voix.
Ce même changement se retrouve lors des élections législatives, lors des élections de 1997 les électeurs vitryats placent en tête du scrutin le maire socialiste de la ville, Jean-Pierre Bouquet, avec 44,2 % des voix au second tour contre 36,25 % au député Charles de Courson (réélu à l'échelle de la circonscription avec 46,76 %) et 19,55 % au frontiste Jérôme Malarmey. Alors que le député sortant remporte la circonscription au premier tour en 2002 avec 50,89 %, les Vitryats lui donnent 39,32 % de leurs suffrages, contre 34,49 % à Jean-Pierre Bouquet et 18,80 % à Pascal Erre du FN. En 2007, Charles de Courson est réélu au premier tour avec 53,39 % des voix vitryates, suivent Marie-Claude Yon (PS) et Pascal Erre avec seulement 23,88 % et 9,91 %.
Aux élections locales cependant, la gauche garde la main à Vitry. Elle arrive ainsi en tête aux régionales de 2004 et 2010 avec respectivement 41,9 % et 44,44 %. À l'élection de cantonale de 2004 (Vitry-Ouest), le maire PS de Loisy-sur-Marne, Jean-Luc Mathieu, l'emporte avec 42,2 % (contre 39,2 % pour le maire UMP de la ville et 18,6 % au FN). Le PS gagne ensuite l'élection de 2008 (Vitry-Est) avec 76,13 % des voix au second tour pour Mariane Dorémus, contre 23,87 % au candidat UMP. En 2011, le canton Ouest réélit Thierry Mouton, adjoint au maire et élu conseiller général à la suite du décès de son prédécesseur, avec 61,07 % des suffrages face à Pascal Erre (FN).
L'élection municipale de 1989 a été remportée dès le premier tour par Jean-Pierre Bouquet, membre du Parti socialiste, avec 59,71 % des suffrages, un an après son élection en tant que député. En 1995, il repasse au premier tour avec cette fois 51,28 % des voix. Les élections de 2001 voient la victoire du candidat RPR Michel Biard face au maire sortant. Ce dernier prend sa revanche en 2008, en lui reprenant la mairie encore une fois au premier tour avec 51,23 % contre 30,66 % à Michel Biard (UMP), 12,86 % à Alain Lacoine, ancien adjoint de M. Biard et 5,25 % à Joëlle Bastien, de Lutte ouvrière.
Lors du second tour des élections municipales de 2014 dans la Marne, la liste PS menée par le maire sortant Jean-Pierre Bouquet obtient la majorité des suffrages exprimés avec 2 122 voix (47,25 %, 25 conseillers municipaux élus dont 18 communautaires), devançant les listes menées respectivement par : 

-  Pascal Greenhalgh 	(DVD, 1 373 voix (30,57 %, 5 conseillers municipaux élus dont 4 communautaires) ;

-  Franck Rivière (FN, 996 voix, 22,17 %, 3 conseillers municipaux dont 2 communautaires).

Lors de ce scrutin, 43,19 % des électeurs se sont abstenus.
Lors du second tour des élections municipales de 2020 dans la Marne,, la liste DVG menée par le maire sortant Jean-Pierre Bouquet  obtient la majorité absolue des suffrages exprimés, avec 1 524 voix (52,20 %, 26 conseillers municipaux dont 20 communautaires), devançant très largement les listes menées respectivement par : 

-  Cyril Triolet (DIV, 1 163 voix, 39,84 %, 6 conseillers municipaux dont 5 communautaires)  — qui bénéficiait de la fusion de la liste du 1er tour de Linda Munster, — ;

-  Pascal Erre (RN, 232 voix, 7,94 %, 1 conseiller municipal et communautaire élu)

Lors de ce scrutin marqué par la pandémie de Covid-19 en France, 58,71 % des électeurs se sont abstenus.

### Administration municipale
La commune comptant entre 10 000 et 20 000 habitants, son conseil municipal est composé de 33 membres, dont le maire et ses adjoints.

### Liste des maires
Sept maires se sont succédé depuis la Libération de la France:
| Période | Période                         | Identité            | Étiquette    | Qualité |
| ------- | ------------------------------- | ------------------- | ------------ | --- |
| 1944    | 1945                            | André Pillier       |              | Président de la délégation spéciale |
| 1945    | 1953                            | Hippolyte Tramet    | Rad.         | Directeur du syndicat agricole Conseiller général de Vitry-le-François-Est (1945 → 1955)                                                                                            |
| 1953    | 1971                            | Jean Juif           |              | |
| 1971    | 1989                            | Jean Bernard        | RPR          | Conseiller général de Vitry-le-François-Ouest (1973 → 1998) Député de la Marne (3e circ.) (1978 → 1981) Sénateur de la Marne (1992 → 2001)                                          |
| 1989    | 2001                            | Jean-Pierre Bouquet | PS           | Administrateur territorial Conseiller général de Saint-Remy-en-Bouzemont-Saint-Genest-et-Isson (1979 → 2015) Député de la 5e circonscription de la Marne (1988 → 1993)              |
| 2001    | 2008                            | Michel Biard        | RPR puis UMP | |
| 2008    | En cours (au 29 septembre 2022) | Jean-Pierre Bouquet | PS           | Administrateur territorial Président de la Communauté de Communes Conseiller général de Saint-Remy-en-Bouzemont-Saint-Genest-et-Isson (1979 → 2015) Réélu pour le mandat 2020-2026, |

### Jumelages
Au 11 février 2025, Vitry-le-François est jumelée avec :
- Tauberbischofsheim (Allemagne) depuis 1966.

## Équipements et services publics

### Eau et déchets

#### Eau potable
L'eau potable qui approvisionne Vitry-le-François provient des captages d'eau souterraine de Frignicourt (douze puits de 4 à 5 m de profondeur) et Blacy,.
La ville dispose d'une station d'épuration exploitée par Veolia Eau dans le quartier du Bas-Village. Elle assure la dépollution des eaux usées en provenance de Vitry-le-François, Blacy, Frignicourt, Marolles et Vitry-en-Perthois. Elle a une capacité de 50 000 équivalents habitants pour un débit de 5 800 m3 par jour.

#### Gestion des déchets
La collecte et la valorisation des déchets sont du ressort de la Communauté de communes Vitry, Champagne et Der. C'est elle qui a mis en place dès 2001 un système de tri sélectif. Des bennes à verres ainsi que des bennes à journaux, magazines et prospectus ont été implantées en ville tandis que des sacs jaunes sont distribués aux habitants pour les bouteilles et flacons en plastique, les boîtes métalliques et les briques. Ces sacs, qui ont permis la collecte de 398 tonnes de déchets recyclables sur la communauté de communes en 2007, sont ensuite transférés à Ormoy, dans l'Yonne. Des bennes à déchets verts ont également été mises à disposition des Vitryats. Une collecte des déchets encombrants ou « monstres » est prévue chaque mois,. Les ordures ménagères sont envoyées dans des centres d'incinération ou de stockage à La Veuve et Huiron. Le coût des déchets représente dans la communauté de communes 45,82 € par habitant en 2007,.
La commune accueille par ailleurs une déchèterie, située dans la zone industrielle de Vitry-Marolles.

### Enseignement

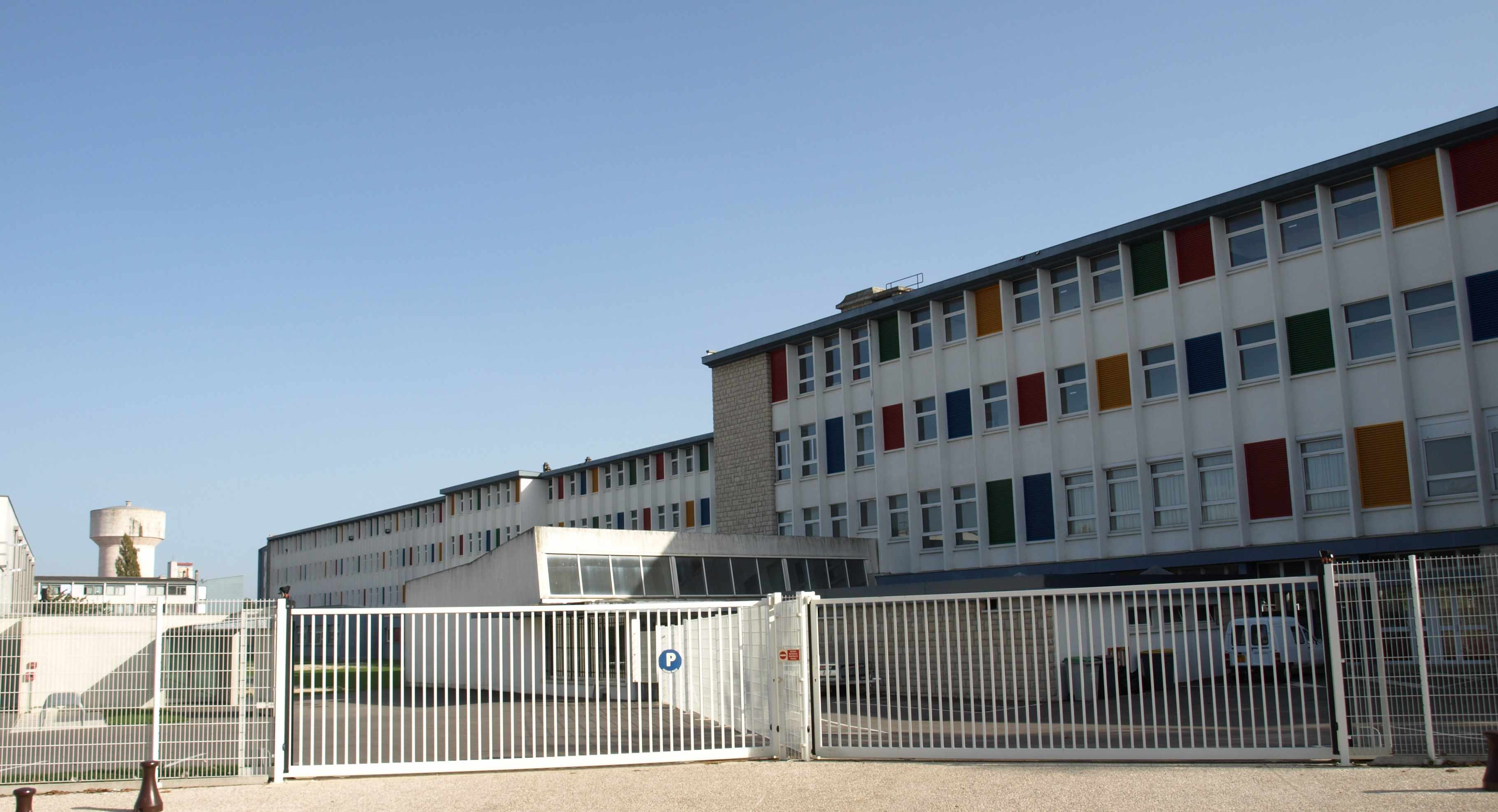
L'entrée du collège Vieux-Port dans la cité scolaire François-Ier.

Vitry-le-François est située dans l'académie de Reims. La ville administre sept écoles maternelles et six écoles élémentaires communales.
L'école maternelle Mont-Berjon, ainsi que les écoles maternelles et primaires Pierre-et-Marie-Curie et celles du Hamois-Louis-Pasteur sont attachées au collège Les Indes. Les écoles primaires et maternelles Jules-Ferry et Fernand-Buisson dépendent du collège Gisèle Probst. Enfin, les écoles primaires Jules-Verne – Jean-Mermoz et Paul-Fort sont rattachées au collège Marcel-Alin de Frignicourt.
Le département gère deux collèges : le collège Les Indes et le collège Gisèle Probst, respectivement à l'ouest et à l'est de la ville. Certains élèves sont rattachés au collège Marcel-Alin de Frignicourt. En 2006, même si le taux de réussite au brevet au collège Marcel-Alin est supérieur à la moyenne des ZEP françaises, il reste inférieur de 8,6 % à la moyenne départementale. Ce taux est inférieur de 4,1 % à la moyenne marnaise en ZUS (Les Indes) et supérieur de 2,8 % au Vieux-Port.
La région Champagne-Ardenne gère les lycées généraux, techniques et professionnels François-Ier, regroupés au sein de la cité scolaire François-Ier. Sur la période 2002-2005, le taux de réussite au baccalauréat y est supérieur de 5 % à la moyenne nationale malgré une sur-représentation des catégories populaires. La cité scolaire possède également des sections BTS, une classe spéciale de mission générale d'insertion, ainsi qu'un GRETA. La cité scolaire se donne pour priorité, en matière de vie culturelle, de permettre aux élèves la fréquentation du théâtre, en partenariat avec les acteurs culturels locaux (la Salamandre et l'Orange Bleue).
Les Vitryats disposent également d'une école maternelle et primaire privée, l'École privée de la Salle et d'un collège privé catholique situé rue des Dames : le collège Immaculée Conception.

### Santé

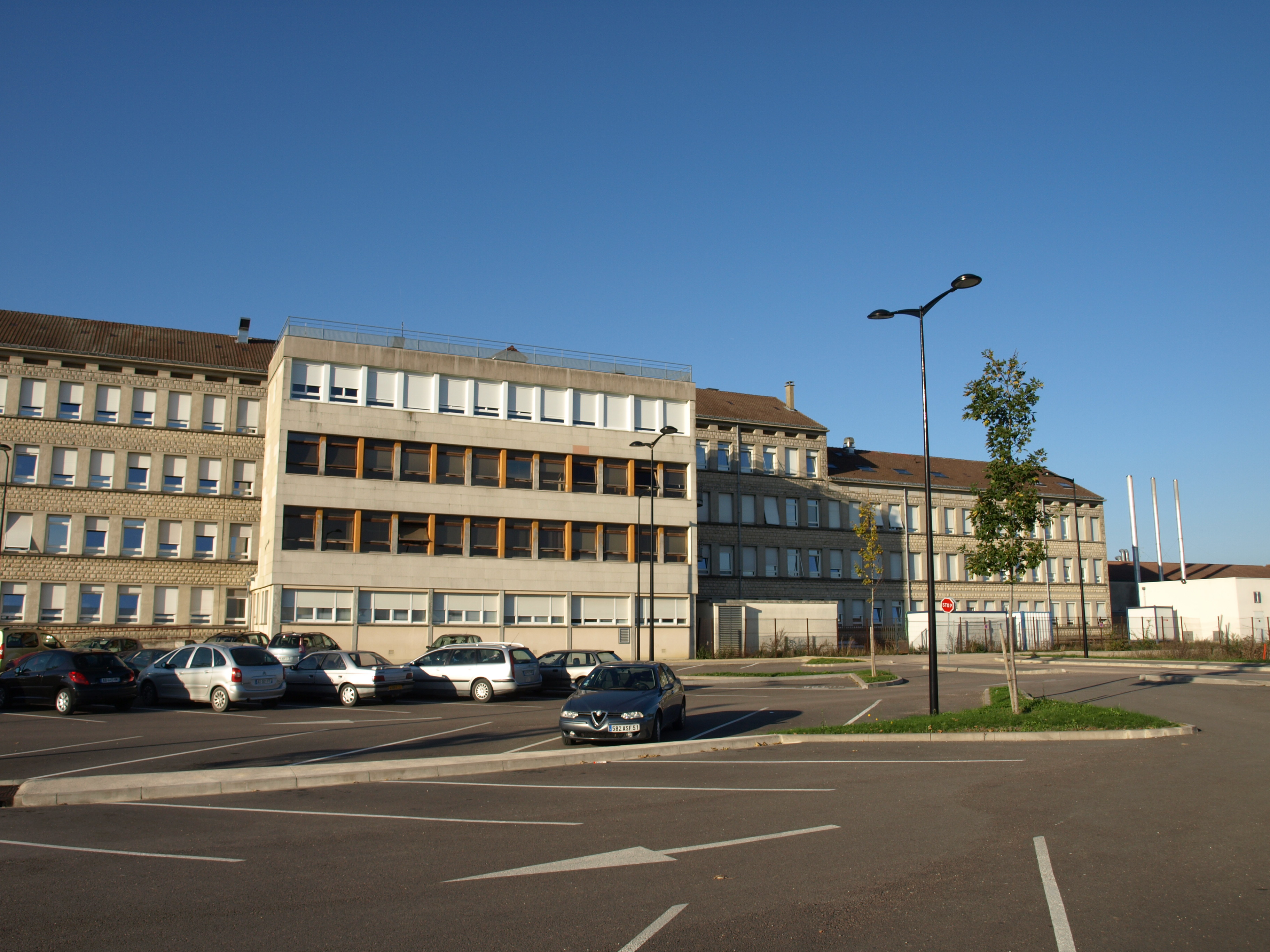
Le centre hospitalier de Vitry-le-François.

Le centre hospitalier de Vitry-le-François est le principal établissement hospitalier du sud-est marnais, touchant ainsi un bassin de plus de 50 000 habitants. Il a été créé dans les années 1950 au sud-est de la commune. Il regroupe aujourd'hui, en plus de l'hôpital, un EHPAD et un SSIAD. Il dispose d'un service de médecine, de cardiologie, de chirurgie, de gynécologie obstétrique et de pédiatrie. Le centre hospitalier comprend un total d'environ 300 places,. Cependant, le service de chirurgie de l'hôpital semble menacé, avec moins de 1 500 interventions par an.
Pour le maintien de l'activité chirurgicale, le centre hospitalier et la clinique privée de la Renaissance doivent s'associer. Cette dernière possède des services médecine et chirurgie. En 2007, Vitry-le-François accueillait par ailleurs un centre de médecine du travail, 26 médecins généralistes et 39 spécialistes dont 20 dentistes.

### Équipements sportifs
Chaque collège de Vitry-le-François possède un gymnase qui porte son nom : Les Indes et Gisèle Probst (rebaptisé en 2008 gymnase Jean-Bernard). Un troisième gymnase se trouve dans le quartier La Fauvarge, à proximité du stade du même nom. La ville compte six autres stades : le stade Arnaud-Paindavoine dans le même quartier, le stade Jules-Ferry derrière la gare routière, le stade Maurice-Goujard sur le territoire de Blacy, le stade Lamord dans le quartier Rome-Saint-Charles et le stade de La Haute-Borne dans le quartier du même nom. Le parc omnisports Fabien-Ghiloni en bord de Marne, comprend plusieurs terrains ainsi que des courts de tennis.
Il existe une maison des sports, place Maucourt. La municipalité possède un boulodrome extérieur couvert près des Bords-de-Marne. L'espace Jean-de-la-Fontaine, non loin de là, accueille des activités de danse ainsi que le club de tennis de table. La piscine de la Communauté de communes Vitry, Champagne et Der se situe avenue du Quai Saint-Germain, à l'ouest du centre-ville, près du lieu-dit Les Indes. Elle se compose de deux bassins extérieurs et d'un bassin intérieur. Elle est ouverte toute l'année.

### Justice, sécurité, secours et défense

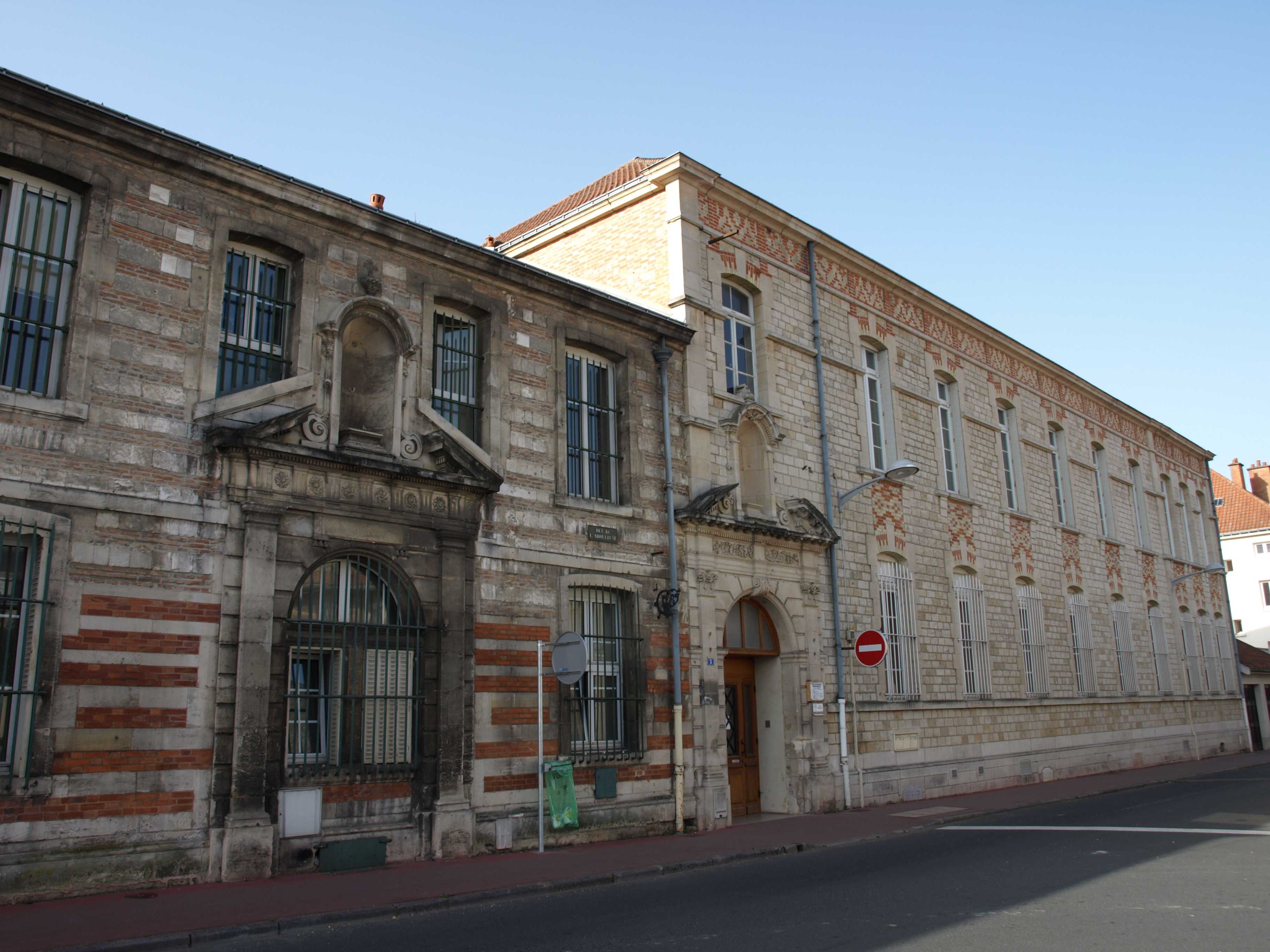
Le palais de justice qui accueillait autrefois le tribunal d'instance de Vitry-le-François.

#### Juridictions
Le palais de justice était le siège du tribunal d'instance de Vitry-le-François qui a été supprimé lors de la réforme de la carte judiciaire de 2007. Depuis, la commune dépend des tribunaux d'instance, de grande instance, de commerce, administratif, pour enfants ainsi que du conseil de prud'hommes de Châlons-en-Champagne. Elle est rattachée à la cour d'appel de Reims et à la cour administrative d'appel de Nancy.

#### Sécurité
La commune dispose d'une brigade de gendarmerie et d'une police municipale. La caserne des pompiers de Vitry-le-François est un centre de secours principal (CSP).
La ville, pourtant réputée plutôt calme, est depuis l’année 2006 exposée à des problèmes d'insécurité. Ainsi, la ville connait un taux de criminalité de 77 ‰ en 2006. La délinquance à Vitry-le-François a été à plusieurs reprises évoquée dans les médias nationaux comme un exemple de la « montée des violences dans les banlieues des villes moyennes »,, notamment lors des violences urbaines de 2008 au cours desquelles une dizaine de personnes ont été blessées et une cinquantaine de véhicules, la gare SNCF et un local de l'office HLM ont été brûlés après le meurtre d'un jeune homme à la suite d'une dispute concernant un trafic de drogue,.
De 2005 à 2006, la délinquance a chuté de 16,6 %, en raison de la baisse significative des violences urbaines (-34 % sur un an) et des violences sur la voie publique, qui représentent la moitié de la délinquance vitryate (-13,2 %). Les violences contre les personnes sont en recul de 7,5 %. Ces résultats sont cependant contrastés par une augmentation des violences liées au monde scolaire et de la part des mineurs dans la délinquance d'environ 10 %. La part des mineurs, qui représente 32,6 % de la délinquance, est largement supérieure à la moyenne nationale de 18,5 %.

## Population et société

### Démographie

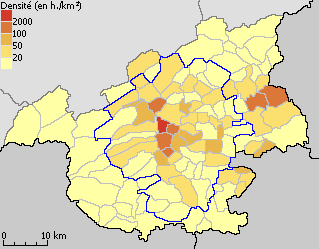
Carte des densités de population communales de l'arrondissement et de l'aire urbaine (en bleu) de Vitry-le-François.

D'après le dernier recensement de l'Insee, datant de 2008, la population de la commune est de 14 207 habitants. Avec une superficie de 645 hectares, la densité moyenne vitryate s'élève à 2 203 habitants par km2. Ces chiffres représentent une perte de 1 852 habitants pour la ville depuis le recensement de 1999, ce qui constitue une baisse annuelle moyenne de 1,5 %.
La ville forme avec Frignicourt et Marolles l'Unité urbaine de Vitry-le-François qui rassemble 16 831 habitants en 2008.
Elle est également au cœur de l'aire urbaine de Vitry-le-François, totalisant 61 communes et 34 121 habitants sur 638,96 km2. Cette aire urbaine concentre 6 % de la population marnaise, ce qui en fait la quatrième du département après celles de Reims (294 055 h.), Châlons-en-Champagne (78 644 h.) et Épernay (38 679 h.).

#### Évolution démographique
L'évolution du nombre d'habitants est connue à travers les recensements de la population effectués dans la commune depuis 1793. Pour les communes de plus de 10 000 habitants les recensements ont lieu chaque année à la suite d'une enquête par sondage auprès d'un échantillon d'adresses représentant 8 % de leurs logements, contrairement aux autres communes qui ont un recensement réel tous les cinq ans,.

En 2022, la commune comptait 11 349 habitants, en évolution de −9,58 % par rapport à 2016 (Marne : −1,19 %, France hors Mayotte : +2,11 %).
| 1793  | 1800  | 1806  | 1821  | 1831  | 1836  | 1841  | 1846  | 1851  |
| ----- | ----- | ----- | ----- | ----- | ----- | ----- | ----- | ----- |
| 7 385 | 6 925 | 7 194 | 6 909 | 6 976 | 6 822 | 7 749 | 7 412 | 7 795 |

| 1856  | 1861  | 1866  | 1872  | 1876  | 1881  | 1886  | 1891  | 1896  |
| ----- | ----- | ----- | ----- | ----- | ----- | ----- | ----- | ----- |
| 7 151 | 7 263 | 7 431 | 6 898 | 7 616 | 7 760 | 7 670 | 8 022 | 8 400 |

| 1901  | 1906  | 1911  | 1921  | 1926  | 1931  | 1936  | 1946  | 1954   |
| ----- | ----- | ----- | ----- | ----- | ----- | ----- | ----- | ------ |
| 8 561 | 8 487 | 8 511 | 8 568 | 8 876 | 9 082 | 9 061 | 7 584 | 11 131 |

| 1962   | 1968   | 1975   | 1982   | 1990   | 1999   | 2006   | 2011   | 2016   |
| ------ | ------ | ------ | ------ | ------ | ------ | ------ | ------ | ------ |
| 14 795 | 16 879 | 19 372 | 18 261 | 17 033 | 16 737 | 15 086 | 13 106 | 12 552 |

| 2021   | 2022   | - | - | - | - | - | - | - |
| ------ | ------ | - | - | - | - | - | - | - |
| 11 454 | 11 349 | - | - | - | - | - | - | - |

On dénombrait 2 000 Vitryats en 1620, puis 11 600 en 1626 et plus de 13 000 en 1650. La ville perdit cependant de nombreux habitants au cours des siècles suivants pour atteindre 7 385 habitants en 1793. De la Révolution française à 1886, le nombre d'habitants n'a cessé d'osciller entre 6 800 et 7 800. À la suite de l'arrivée d'infrastructures comme les canaux, Vitry-le-François a connu un accroissement démographique faible mais continu jusqu'à la veille de la Seconde Guerre mondiale. On comptait ainsi 9 061 Vitryats en 1936. En raison des destructions de la guerre, la commune ne recensait plus que 7 584 habitants en 1946. Cependant, la reconstruction de la ville permit à sa population de croître fortement : elle fut multipliée par deux entre 1946 et 1962. En 1975, on dénombrait 19 372 Vitryats. Depuis, la population ne cesse de baisser en raison d'un solde migratoire déficitaire (-1,9 entre 1999 et 2007) et ce malgré un solde naturel positif.

#### Pyramide des âges
La population de la commune est relativement jeune.
En 2018, le taux de personnes d'un âge inférieur à 30 ans s'élève à 33,3 %, soit en dessous de la moyenne départementale (36,9 %). À l'inverse, le taux de personnes d'âge supérieur à 60 ans est de 30,6 % la même année, alors qu'il est de 25,3 % au niveau départemental.
En 2018, la commune comptait 5 494 hommes pour 6 249 femmes, soit un taux de 53,21 % de femmes, légèrement supérieur au taux départemental (51,6 %).
Les pyramides des âges de la commune et du département s'établissent comme suit.
| Hommes | Classe d’âge | Femmes |
| ------ | ------------ | ------ |
| 1,0    | 90 ou +      | 2,8    |
| 8,5    | 75-89 ans    | 11,4   |
| 17,3   | 60-74 ans    | 19,8   |
| 20,8   | 45-59 ans    | 20,2   |
| 15,4   | 30-44 ans    | 15,9   |
| 18,8   | 15-29 ans    | 14,7   |
| 18,3   | 0-14 ans     | 15,3   |

| Hommes | Classe d’âge | Femmes |
| ------ | ------------ | ------ |
| 0,6    | 90 ou +      | 1,8    |
| 6,5    | 75-89 ans    | 9,2    |
| 16,5   | 60-74 ans    | 17,8   |
| 19,7   | 45-59 ans    | 19,1   |
| 18,6   | 30-44 ans    | 17,5   |
| 19,9   | 15-29 ans    | 18,2   |
| 18,2   | 0-14 ans     | 16,6   |

#### Structure de la population
En 2007, on dénombrait 6 771 ménages. 42,5 % d'entre eux se composaient d'une seule personne, 21,1 % d'un couple sans enfant, 23,6 % d'un couple avec enfant(s) et 11,1 % d'une famille monoparentale. Le nombre des ménages d'une personne seule et monoparentaux est sensiblement supérieur à la moyenne nationale alors que les autres catégories sont parallèlement sous-représentées. Les ménages avec famille ont diminué de 7 points depuis 1999 au profit de ceux d'une personne. Les ménages comptant trois enfants ou plus sont plus nombreux que la moyenne française : ils représentent 14,7 % des ménages familiaux contre 9,9 % à l'échelle du pays. Les ménages avec famille et sans enfants sont inférieurs de 4 points (43,5 % contre 47,4 %).

### Sports  et loisirs

#### Clubs vitryats
Pour la saison 2009-2010, l'office municipal des sports de Vitry-le-François, abrégé en OMS, recensait 40 associations sportives dans tous les domaines. On y trouvait des aéro-club (deux associations) et des clubs d'aïkido, alpinisme, athlétisme, badminton, basket-ball, cyclisme, boxe, danse, équitation, escrime, football (cinq clubs), full-contact, gymnastique (deux clubs), handisport, handball, judo, karaté, kitaido, majorettes, moto-ball, natation, nautisme, pétanque, plongée, roller, tennis, tennis de table, tir à l'arc, triathlon et volley-ball. L'OMS dénombrait également six associations sportives scolaires.

### Médias
L'ADSL est disponible à Vitry-le-François depuis 2006. La télévision par ADSL y est apparue la même année. Un répartiteur téléphonique est implanté sur le territoire de la commune. Six opérateurs sont présents sur ce NRA, la zone est donc dégroupée.
S'il n'y a aujourd'hui aucune radio locale dans la ville, de 1982 aux années 1990, Vitry-le-François avait une radio indépendante. Radio Libre Vitryate est officiellement autorisée à émettre le 1er décembre 1982. Elle prendra ensuite le nom de Radio Locale Vitry puis de Mélodie FM, avant de diffuser le programme d'Europe 2. Depuis, la radio Virgin Radio, héritière d'Europe 2, diffuse des décrochages locaux. D'autre part, trois radios régionales possèdent des fréquences à Vitry : Champagne FM (radio locale de catégorie B), France Bleu Champagne-Ardenne et RCF Radio L'Épine.
Pour la télévision, la ville est couverte par le réseau de France 3 Champagne-Ardenne ainsi que par la chaîne locale Puissance Télévision, basée à Saint-Dizier. La diffusion en télévision analogique terrestre a cessé le 28 septembre 2010. Pour la presse écrite, le journal L'Union est l'unique quotidien à y posséder une édition locale.

### Cultes

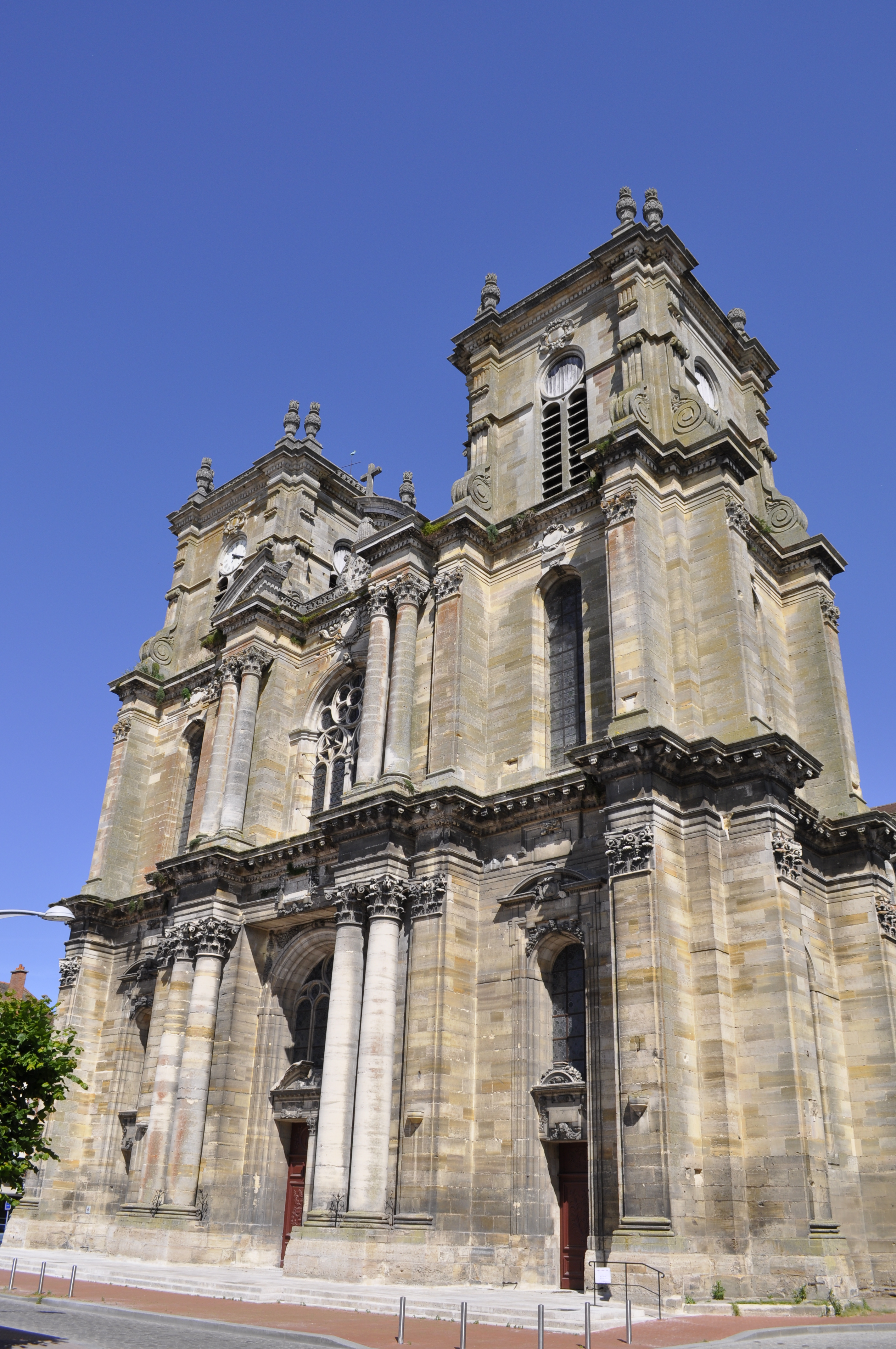
La façade de la collégiale.

Les Vitryats disposent de lieux de culte catholique, musulman et protestant.
La ville appartient au doyenné catholique du Perthois, rattaché au diocèse de Châlons-en-Champagne qui regroupe sept paroisses dont la paroisse « Bienheureux-Charles-de-Foucauld » de Vitry-le-François, qui dispose de quatre lieux de culte : la collégiale Notre-Dame de l'Assomption, la chapelle Saint-Nicolas du Bas-Village (dédiée au patron des bateliers), l'église moderne Charles-de-Foucauld et la chapelle Sainte-Marie de la maison de doyenné.
Le culte israélite était, jusqu'en 2007, célébré dans la synagogue de Vitry-le-François. Elle avait été construite en 1957 en succédant à celle édifiée en 1885 et qui fut endommagée durant la Seconde Guerre mondiale. Ce bâtiment est aujourd'hui désaffecté.
La communauté musulmane dispose d'une salle de prière, située au faubourg de Saint-Dizier.
Pour le culte protestant, une église évangélique, regroupant la communauté baptiste, est présente à Vitry-le-François. Les membres de la communauté liée à l'Église réformée de France se réunissent à Châlons-en-Champagne au sein de la « paroisse de Châlons-en-Champagne et des secteurs de Sainte-Ménéhould, Vitry-le-François et Mourmelon ».
Une église pentecôtiste est présente, sous le nom d'Ambassade Chrétienne Pentecôtiste (ACP), dans les locaux de l'ancienne faïencerie, avenue de la république. Le siège mondial de l'Ambassade chrétienne pentecôtiste se situe également à cette adresse.

## Économie

### Emploi et revenus de la population
En 2008, le revenu fiscal médian par ménage était de 13 365 €, ce qui plaçait Vitry-le-François au 30 117e rang parmi les 31 604 communes de plus de 50 ménages en métropole. Ce chiffre est nettement inférieur aux autres villes marnaises mais similaire aux villes champenoises à la sociologie semblable : 13 210 € à Saint-Dizier et 12 517 € à Revin. Vitry-le-François fait partie, avec Saint-Dizier, du bassin d'emploi de la Marne moyenne, qui a perdu 5 683 habitants entre 1999 et 2006 ainsi que 1 658 emplois entre 1998 et 2007. On y trouve plusieurs agences d'intérim ainsi qu'un Pôle emploi.
En 2007, elle comptait 6 287 actifs, ce qui représentait 67,4 % de la population de plus de 15 ans. Malgré une baisse du nombre de chômeurs entre 1999 et 2007, de 1 430 à 1 281, leur part dans la population active a légèrement augmenté, passant de 19,9 % à 20,4 %. Les femmes sont les plus touchées par le chômage même si l'écart avec les hommes se réduit. L'emploi y était très majoritairement salarié et seuls 9 % des Vitryats n'étaient pas salariés. Les jeunes et les femmes étaient les plus touchés par les temps partiels.
|                                                   | Emplois ou statut | Part   |
| Agriculteurs exploitants                          | 13                | 0,2 %  |
| Artisans, commerçants, chefs d'entreprise         | 401               | 5,2 %  |
| Cadres et professions intellectuelles supérieures | 831               | 10,8 % |
| Professions intermédiaires                        | 1 824             | 23,7 % |
| Employés                                          | 2 080             | 27,0 % |
| Ouvriers                                          | 2 559             | 33,2 % |

### Activités

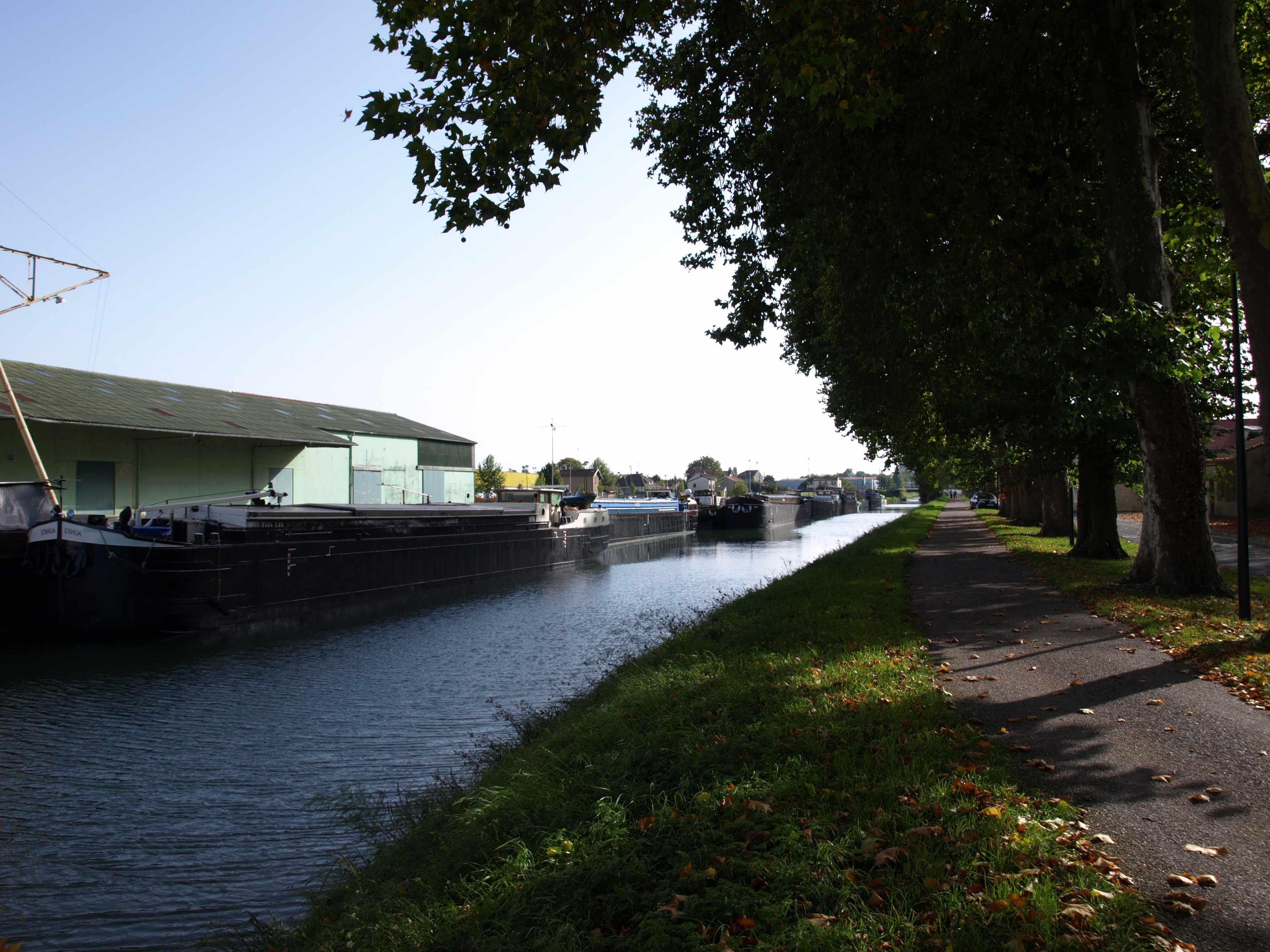
Des péniches sur le canal de la Marne à la Saône, derniers témoignages de la batellerie à Vitry-le-François.

La commune possède une antenne de la chambre de commerce et d'industrie de Châlons-en-Champagne.

#### Batellerie
Le site de Maucourt avait été choisi par François Ier et son architecte notamment pour sa proximité avec la Marne. La rivière était vue comme un possible facteur de développement pour la ville. Déjà avant la création de Vitry-le-François, on y trouvait le port du « Bas-Village » qui était le fief des mariniers de Maucourt. Après la fondation de la cité, le trafic s'intensifia puis trois canaux furent creusés. Vitry se retrouva ainsi à la jonction des liaisons entre la Seine, le Rhin et la Méditerranée. Le transport fluvial permettait notamment l'exportation de bois et de céréales. Le secteur représenta de nombreux emplois en ville avant le développement des transports routiers et ferroviaires qui ont peu à peu fait disparaître la batellerie de Vitry-le-François. Les dernières traces de cette activité résident dans l'actuel port fluvial, situé à l'est de la commune.

#### Industrie
Le secteur secondaire représente 31,5 % des emplois de la commune, dont 25,1 % pour l'industrie et 6,4 % pour la construction. La région est donc encore très industrielle et est principalement constitué de grandes unités dans les activités traditionnelles, fortement touchées par des pertes d'emplois. Celles-ci sont regroupées pour la plupart dans le parc industriel de la ville, celui de Vitry-Marolles. La zone industrielle qui s'étend sur 250 ha s'est développée à l'est de la ville à partir des années 1960 et offre aujourd'hui 3 400 emplois à la région. Elle semble aujourd'hui responsable d'une pollution des eaux souterraines. La zone artisanale du Bois Legras s'est également implantée à l'est de la commune et représente 200 emplois.

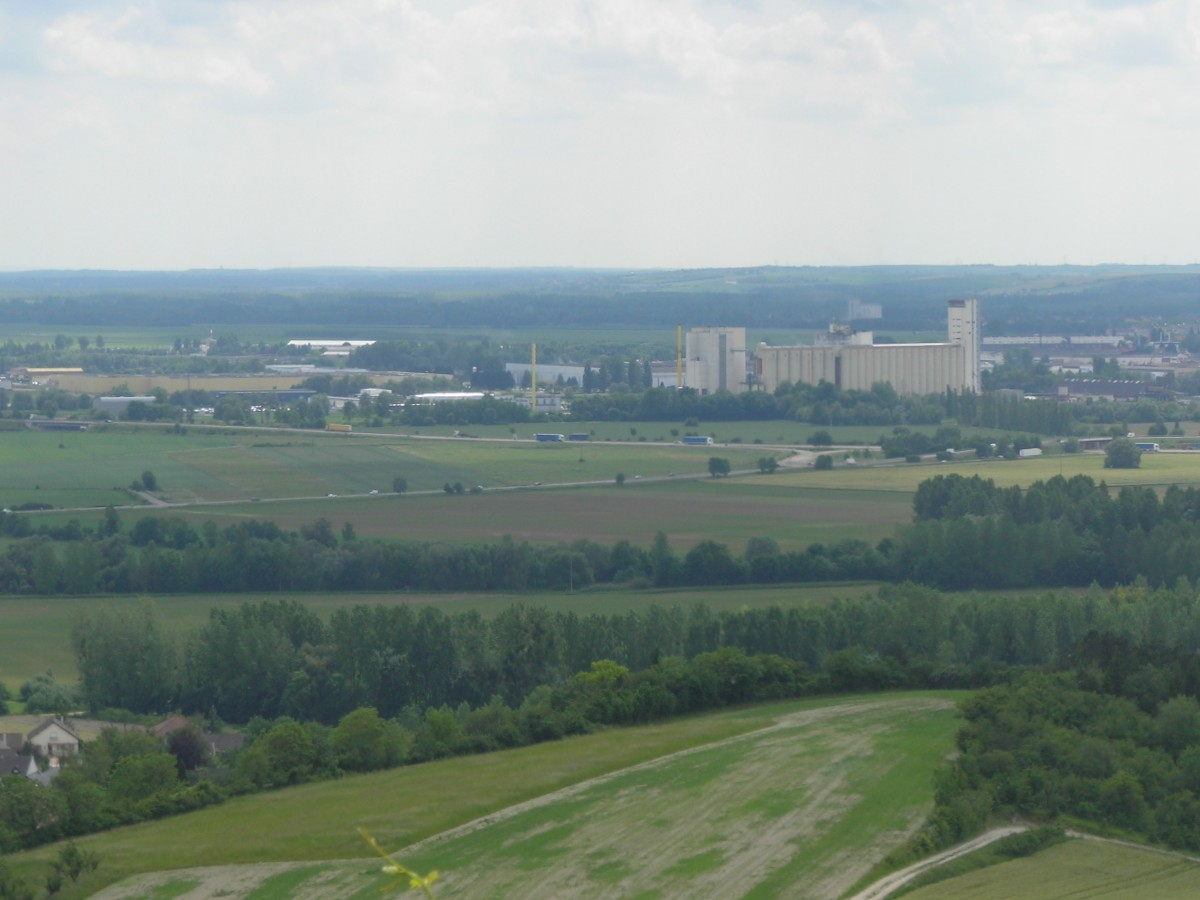
La zone industrielle de Vitry-Marolles vue depuis Vitry-en-Perthois.

#### Commerces et services
Le commerce, les transports et les autres services totalisaient 34,2 % des emplois vitryats en 2007 tandis que le secteur de l'administration publique, de l'enseignement, de la santé et de l'action sociale en représentaient 34,1 %.
Les commerces sont relativement nombreux en centre-ville. Ils réalisaient 37 % du chiffre d'affaires de l'agglomération en 2000. La ville est par ailleurs dotée de quatre supermarchés (E.Leclerc, ALDI, Minimarché et Match), un autre (Super U) se trouve dans la commune limitrophe de Frignicourt.
En particulier grâce à l'activité touristique du lac du Der-Chantecoq voisin, qui a attiré plus de 1 100 000 touristes en 2005 mais qui ne possède pas d'hôtels à proximité, ainsi que sa situation le long d'un axe au trafic important, la RN 4, Vitry-le-François compte six établissements hôteliers pour 160 chambres. À l'ouest, près des bords de Marne, le camping municipal deux étoiles « La Peupleraie » comprend 69 emplacements.

### Entreprises
La ville compte 895 établissements actifs au 31 décembre 2008. Parmi ceux-ci, 25,8 % sont spécialisés dans le commerce et la réparation automobile, 20,6 % dans l'administration publique, 5,8 % dans l'industrie et moins de 5 % dans les domaines de la construction (3,6 %) et l'agriculture (1,7 %). Au total, 68,4 % des établissements vitryats s'occupent du commerce, des transports et des services divers. Enfin, 39,8 % de ces établissements comptent de 1 à 9 salariés tandis que 10,2 % en dénombrent plus de 10 salariés. Les principales entreprises en termes d'employés de Vitry-le-François et de son arrondissement sont en 2005 :
| Nom                             | Employés | Activité                                         |
| ------------------------------- | -------- | ------------------------------------------------ |
| Vallourec Précision Étirage     | 630      | Étirage de tubes en acier                        |
| Dana Nobel Plastiques           | 466      | Pièces techniques en plastique                   |
| Vallourec Composants Automobile | 275      | Équipement automobile                            |
| Kadant Lamort                   | 272      | Machines pour l'industrie du papier et du carton |

## Culture locale et patrimoine

### Patrimoine architectural

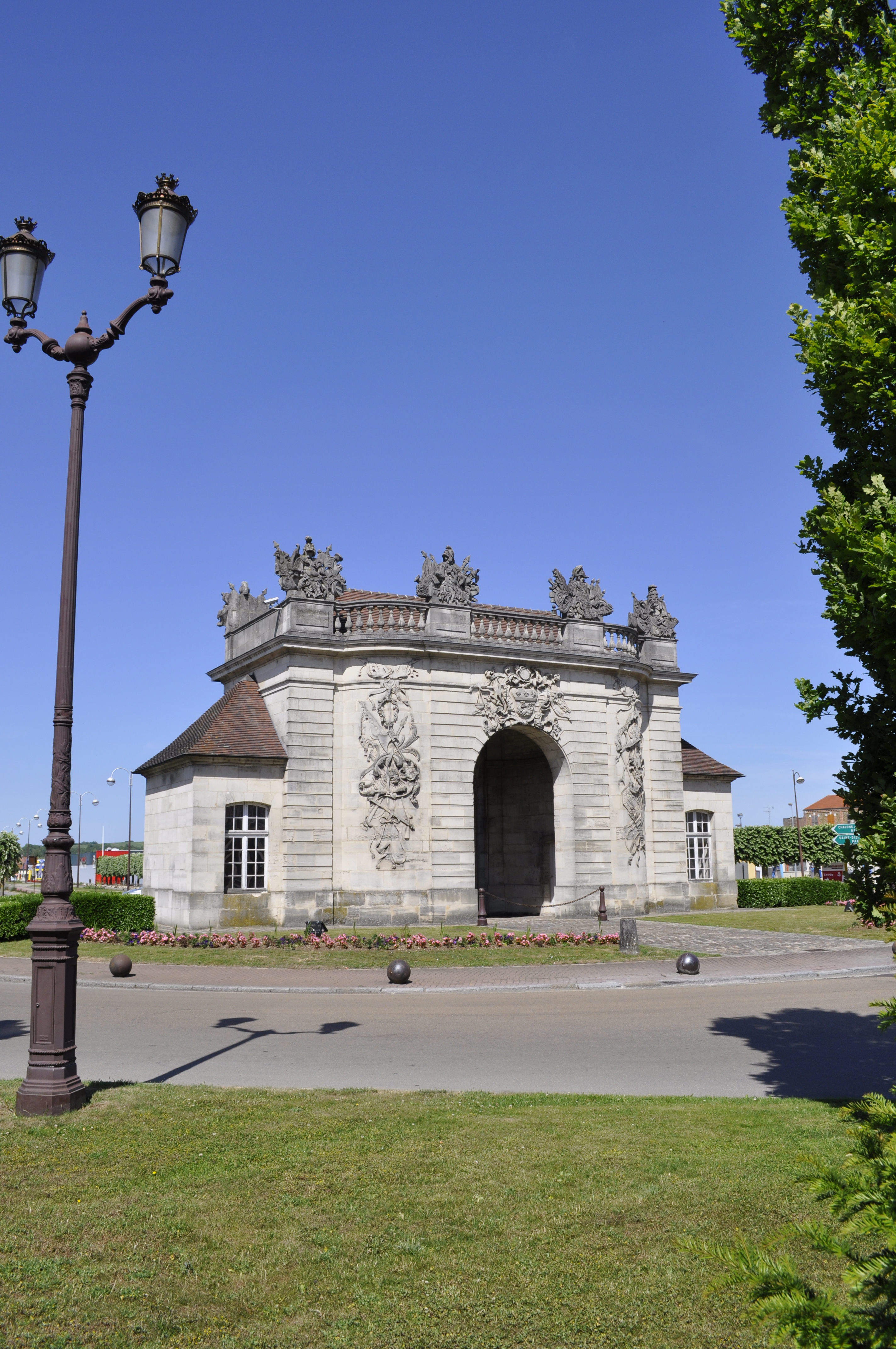
La porte du Pont datant du XVIIIe siècle.

Vitry-le-François possède sept monuments historiques.

#### Patrimoine civil
Peu de monuments ont survécu aux bombardements de 1940 et 1944. L'un des principaux édifices, aujourd'hui civil, est l'hôtel de ville de Vitry-le-François installé dans l'ancien couvent des Récollets de la ville. De style classique, ses façades intérieures et extérieures, sa toiture ainsi que son parc sont classés au titre des monuments historiques par arrêté du 19 novembre 1941. Dans ce jardin se trouve l'ancien collège de garçons, dont la chapelle, pour ses façades et toitures, est classée au titre des monuments historiques par arrêté du 15 novembre 1941 ; il ne reste aujourd'hui que la façade. À une centaine de mètres de là, au centre de la place d'Armes, est érigée une statue de la rivière Marne. Souvent surnommée « la déesse », la statue date de 1840 mais n’est pas protégée.
Dans la rue de l'Arquebuse, l'ancien hôpital a été classé par arrêté du 12 mai 1948, pour ses façades, couvertures et planchers bruts. Une partie détruite par la guerre, il accueille aujourd'hui la sous-préfecture. Dans la même rue, le portail de la maison des Arquebusiers a été classé par arrêté du 3 février 1942, puis la façade côté rue par arrêté du 25 avril 1944. À la sortie de la ville, en direction de Châlons et Paris, a été construite la porte du Pont en 1746. Elle est classée au titre des monuments historiques par arrêté du 13 septembre 1920, puis démontée pierre par pierre en 1938. Elle est reconstruite à partir de 1982 et inaugurée en 1985 place du Maréchal Leclerc,.
De nombreux édifices vitryats sont recensés par l'Inventaire général comme faisant partie du patrimoine industriel français : l'usine de construction navale Courtois et Cie dont il ne subsiste que des cales de construction, les bâtiments ayant été démolis en 1990 ; les faïenceries de Sarreguemines, Digoin et Vitry-le-François et l'ancienne usine de boîtes d'emballage de fromage Leroy aujourd'hui convertie en entrepôt commercial. La malterie Rouy et la malterie Mayer sont toutes deux présentes sur cette liste du patrimoine industriel, la première est devenue un entrepôt commercial tandis qu'il ne reste de la seconde que sa cheminée d'usine et un logement patronal,. Les deux derniers vestiges de ce patrimoine sont liés à la proximité des forêts d'Argonne et du Der : l'usine de menuiserie de la Veuve Hircq et la scierie des établissements Paul Tardivier. Tous ces monuments ont pour la plupart été construits en bordure des nouveaux liens de communication (ferroviaire et fluvial) durant le dernier quart du XIXe siècle ou la première moitié du XXe siècle.

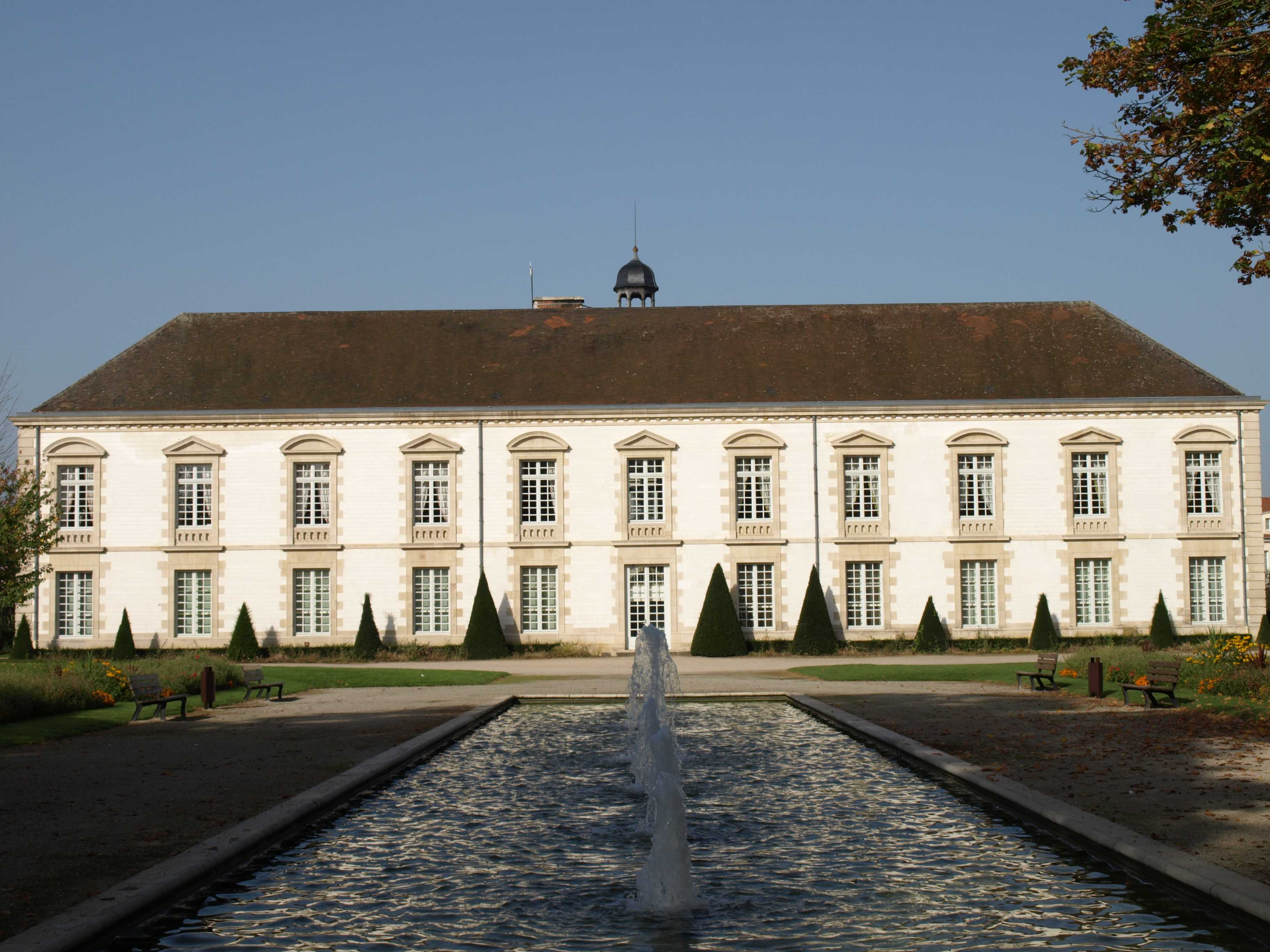
L'ancien couvent des Récollets vu depuis son jardin.
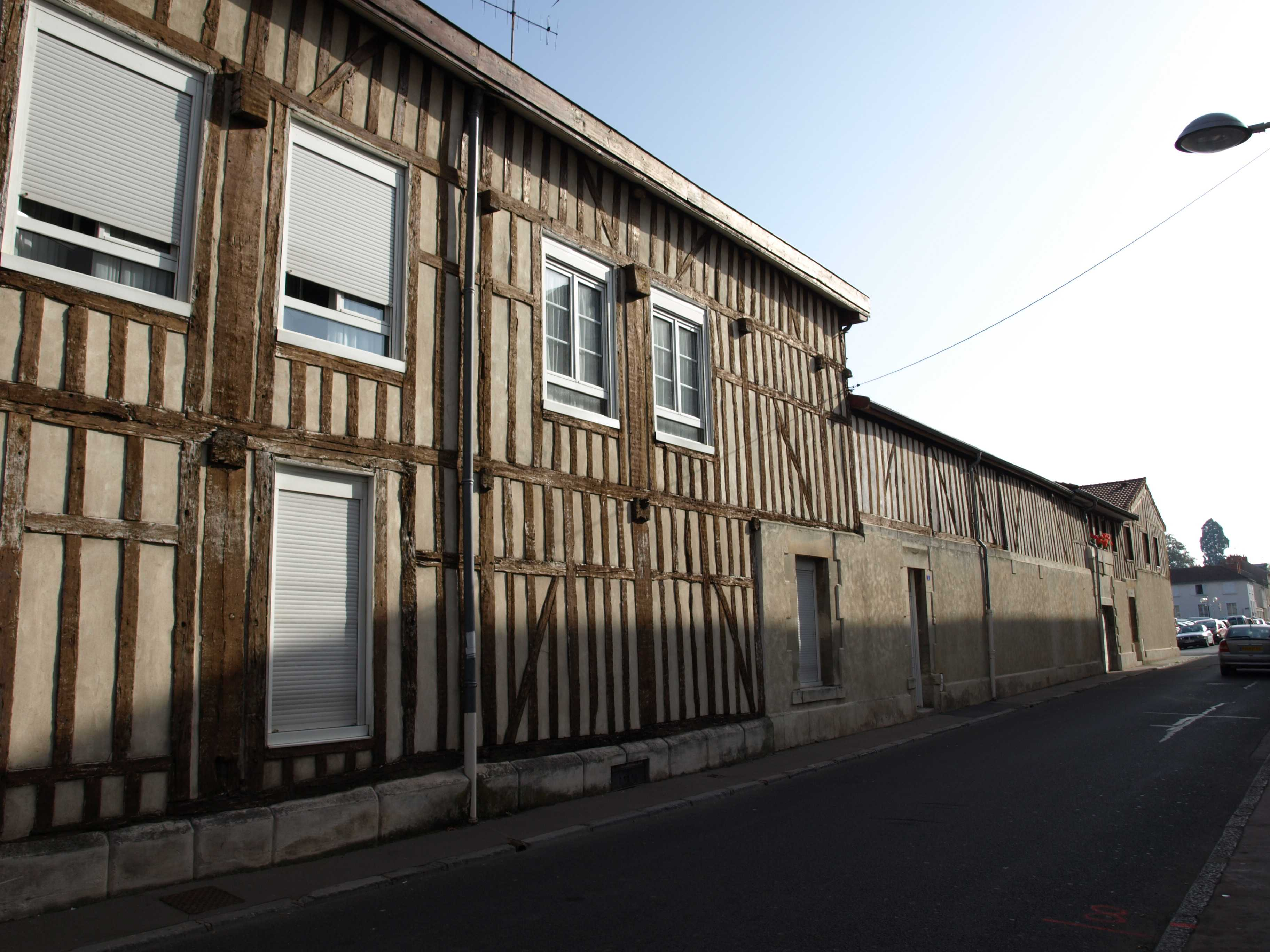
Des maisons de la rue de l'Arquebuse.
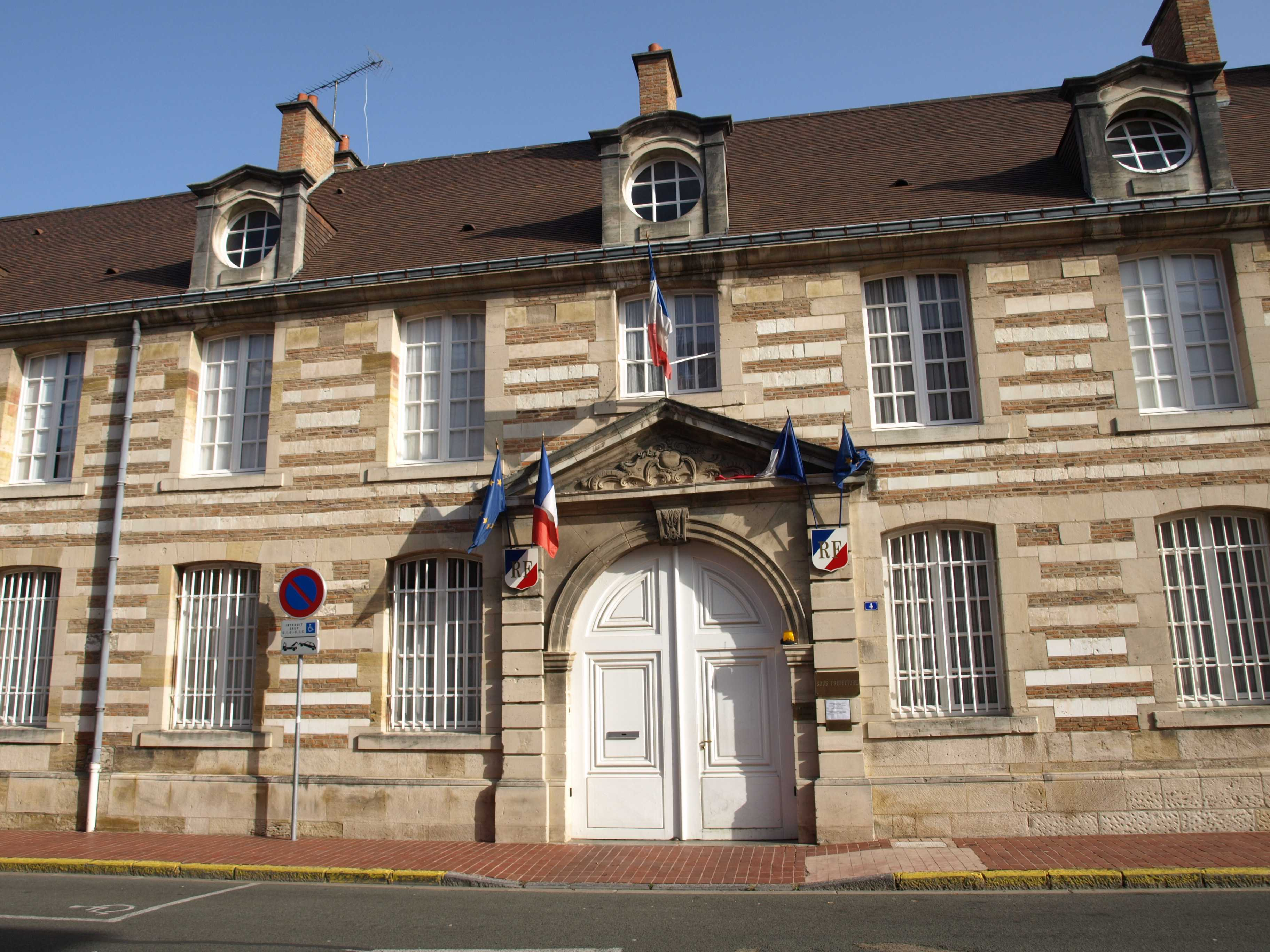
L'ancien hôpital, aujourd'hui sous-préfecture.

#### Patrimoine religieux
Les édifices religieux datant d'avant la Seconde Guerre mondiale ont eux aussi presque tous disparu. Deux d'entre eux sont protégés au titre des monuments historiques. Ils sont dédiés au culte catholique et sont rattachés à la paroisse Bienheureux -Charles-de-Foucauld au sein du diocèse de Châlons-en-Champagne.
Le principal monument religieux de la ville est la collégiale Notre-Dame de l'Assomption de style Renaissance, située place d'Armes. Elle a été construite en remplacement de la collégiale de Vitry-en-Perthois, fondée en 1212 par Blanche de Navarre, comtesse de Champagne, et qui avait été brûlée avec le reste du bourg en 1544. Une première église en bois est érigée en 1645. N'étant que provisoire, elle est détruite en 1755. Ce n'est qu'en 1629 que les chanoines acceptent de quitter Vitry-la-Brûlée pour Vitry-le-François. On entreprend alors la construction d'une collégiale. Les travaux qui débutent en 1629 sont « exceptionnellement longs » : la façade n'est ainsi achevée qu'en 1678, la nef en 1704, le transept et le chœur sont terminés en 1750. L'abside et le déambulatoire ne sont construits qu'entre 1895 et 1898 grâce au don du comte de Felcourt[réf. nécessaire], d'après le plan initial. Les bombardements de la Seconde Guerre mondiale n'occasionnent que l'incendie de la tour sud et du toit de la nef. La collégiale est restaurée à partir de 1949. En 1960, de nouvelles cloches sont installées. Classée monument historique depuis 1920, la collégiale est du fait de son ampleur souvent appelée la « cathédrale » par les Vitryats, bien qu'elle ne porte pas ce titre. Une grande partie de son mobilier est également classée en tant que monument historique dont le bras-reliquaire de saint Vincent, plusieurs objets, des monuments funéraires et une dizaine de tableaux datant principalement des XVIIe et XVIIIe siècles.
Le second édifice religieux protégé est la chapelle Saint-Nicolas, située au Bas-Village, inscrite au titre des monuments historiques par arrêté du 11 mars 1935. Le quartier de Bas-Village était, déjà avant la fondation de Vitry-le-François, un village de bateliers. Ce sont les mariniers du Bas-Village qui ont édifié cette chapelle en 1637. Elle est décorée d'ancre marines à l'intérieur et à l'extérieur. L'édifice est à pans de bois et revêtu de lattes de hêtre. Le patron de la chapelle est saint Nicolas, patron des mariniers,.
Une troisième église, l'église Charles-de-Foucauld, située dans le quartier Rome-Saint-Charles, a été inaugurée en 1969. La commune abrite également une ancienne synagogue, rue du Mouton.

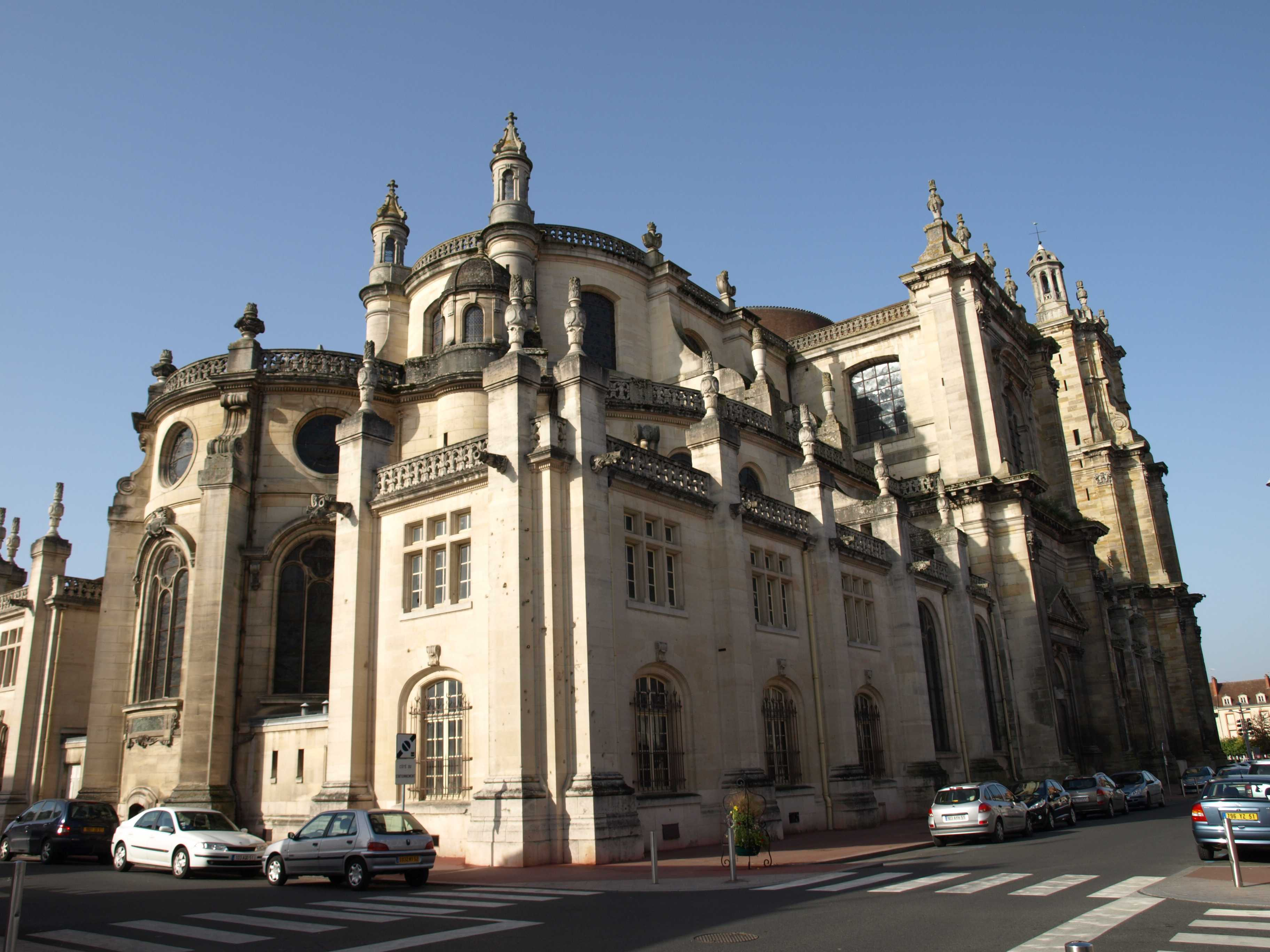
Le chevet de la collégiale Notre-Dame.
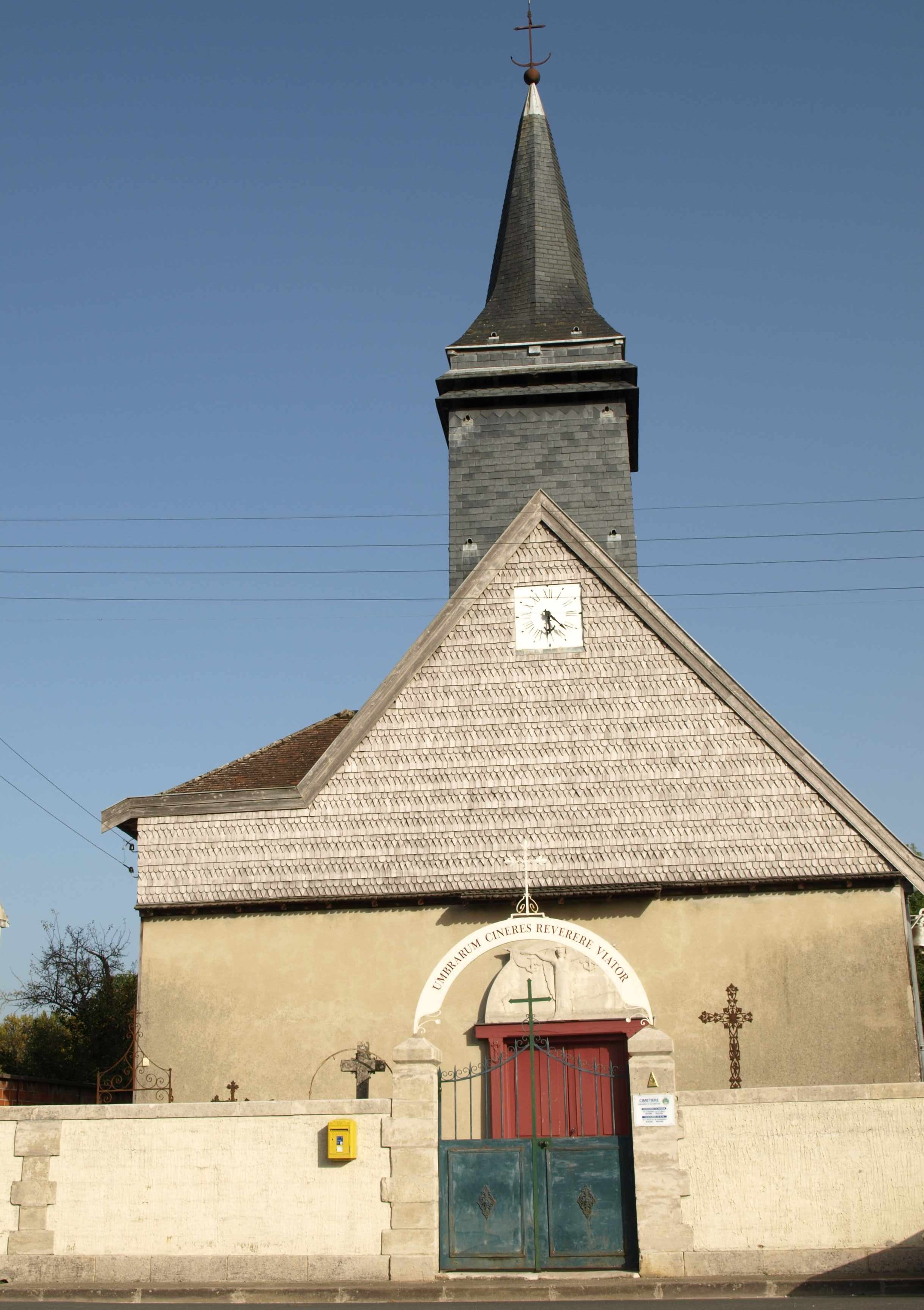
La chapelle Saint Nicolas du Bas-Village.
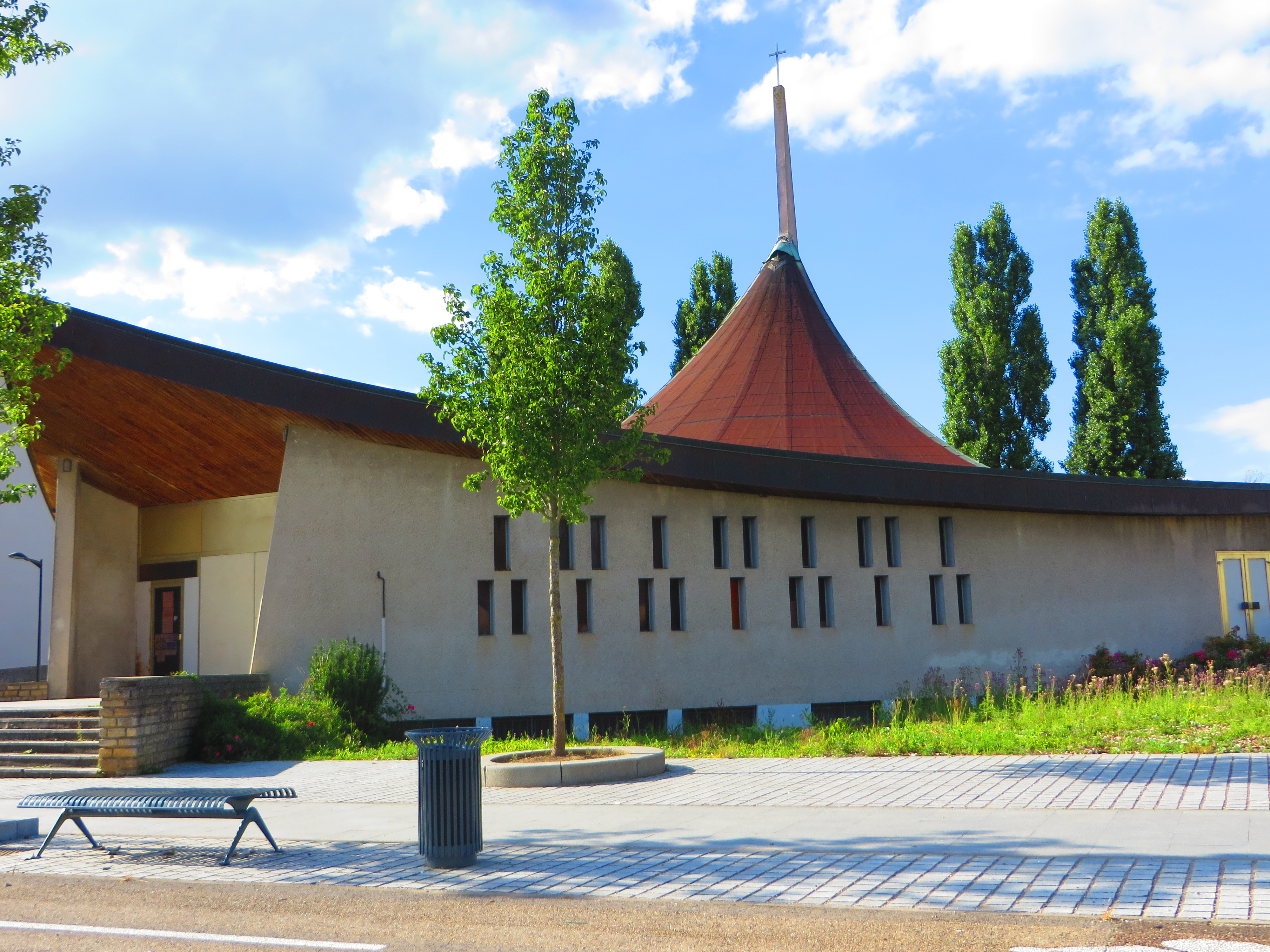
Église Charles-de-Foucauld.
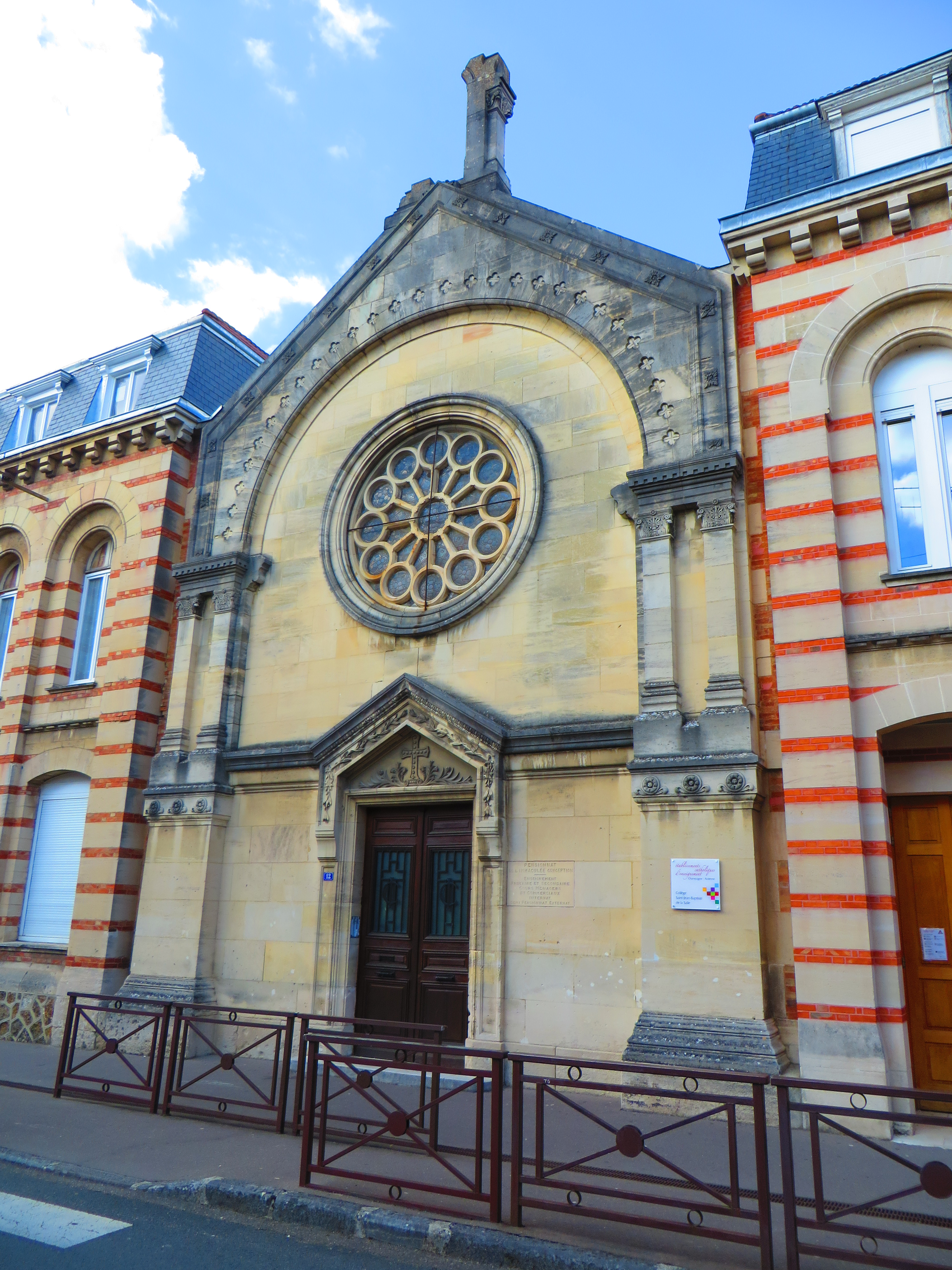
Chapelle du collège Saint-Jean-Baptiste-de-la-Salle.
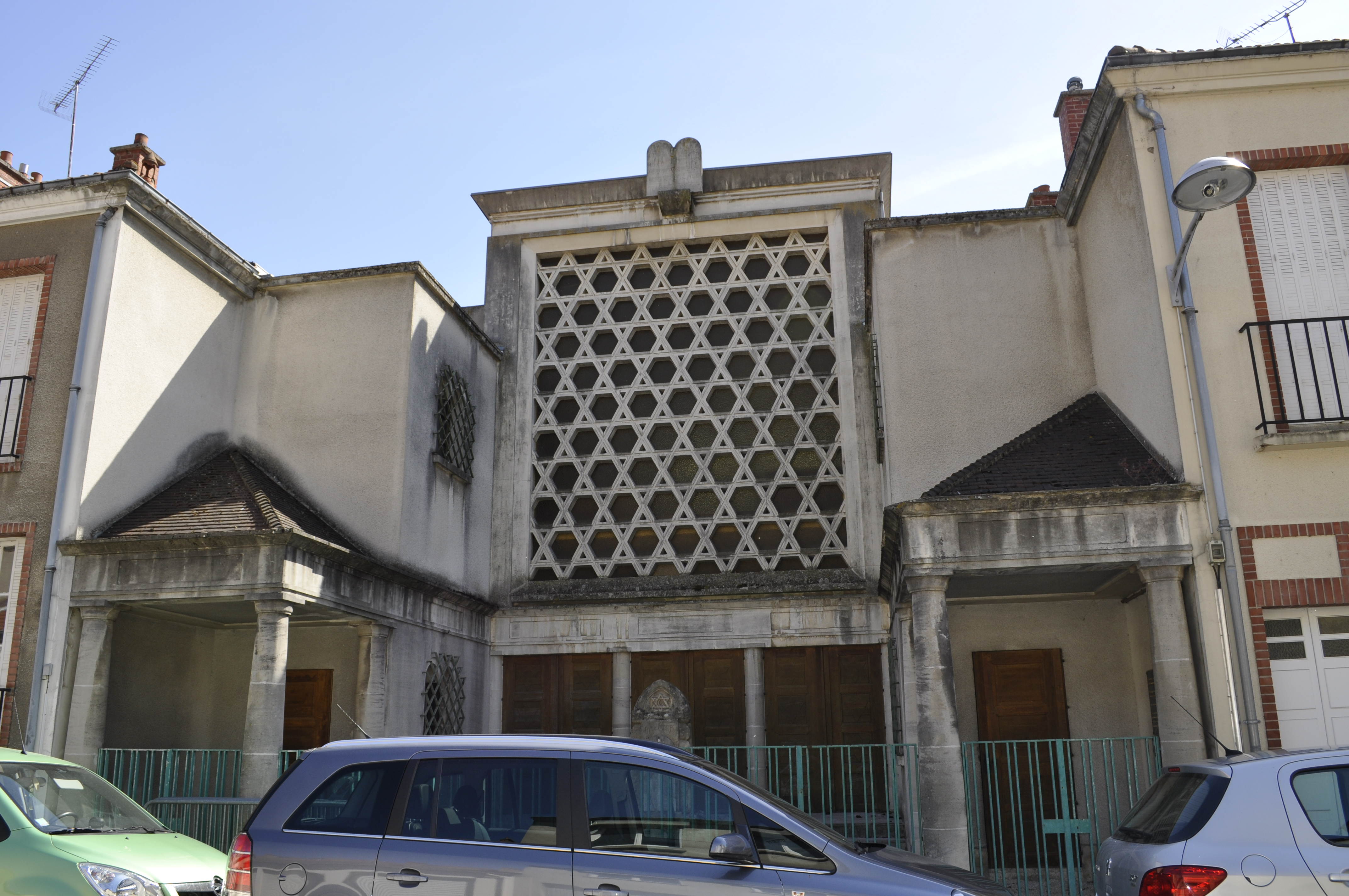
L'ancienne synagogue de Vitry-le-François.

### Patrimoine environnemental
Au palmarès 2004 du concours des villes et villages fleuris, Vitry-le-François est promue « ville trois fleurs », titre qu'elle conserve aujourd'hui.
La ville compte au total 19 hectares de jardins, parcs et squares. Les principaux sont le jardin des Minimes et le parc de l'hôtel de ville, tous deux sont les jardins d'anciens couvents. Le parc de l'hôtel de ville, sur 2,6 ha, mêle jardin classique et anglais, où l'on trouve une roseraie, de nombreuses sculptures et plusieurs bassins d’agréments. L'ancienne façade de la chapelle y a notamment été transformée en théâtre de verdure ; un ancien château d'eau est quant à lui devenu une cascade. Le parc Léo Lagrange, au cœur du Hamois, accueille notamment un étang entouré de pontons, héritier de trois autres qui avaient été creusés sous Napoléon III. Le parc de 7,9 ha se trouve en partie sur l'emplacement d'anciens chantiers navals. Les bords de Marne peuvent également être lieu de promenade.

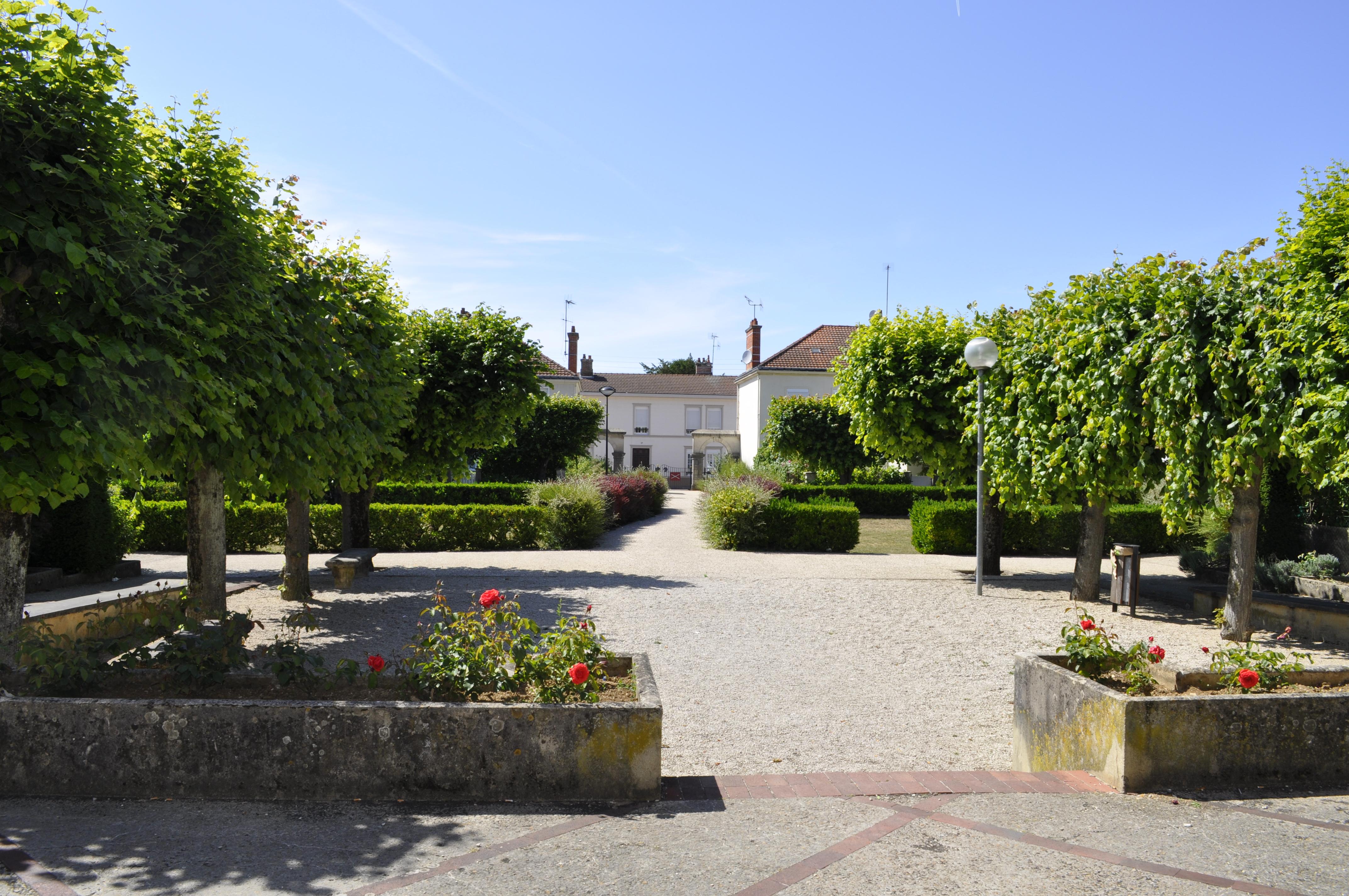
L'espace vert de la rue des Minimes.
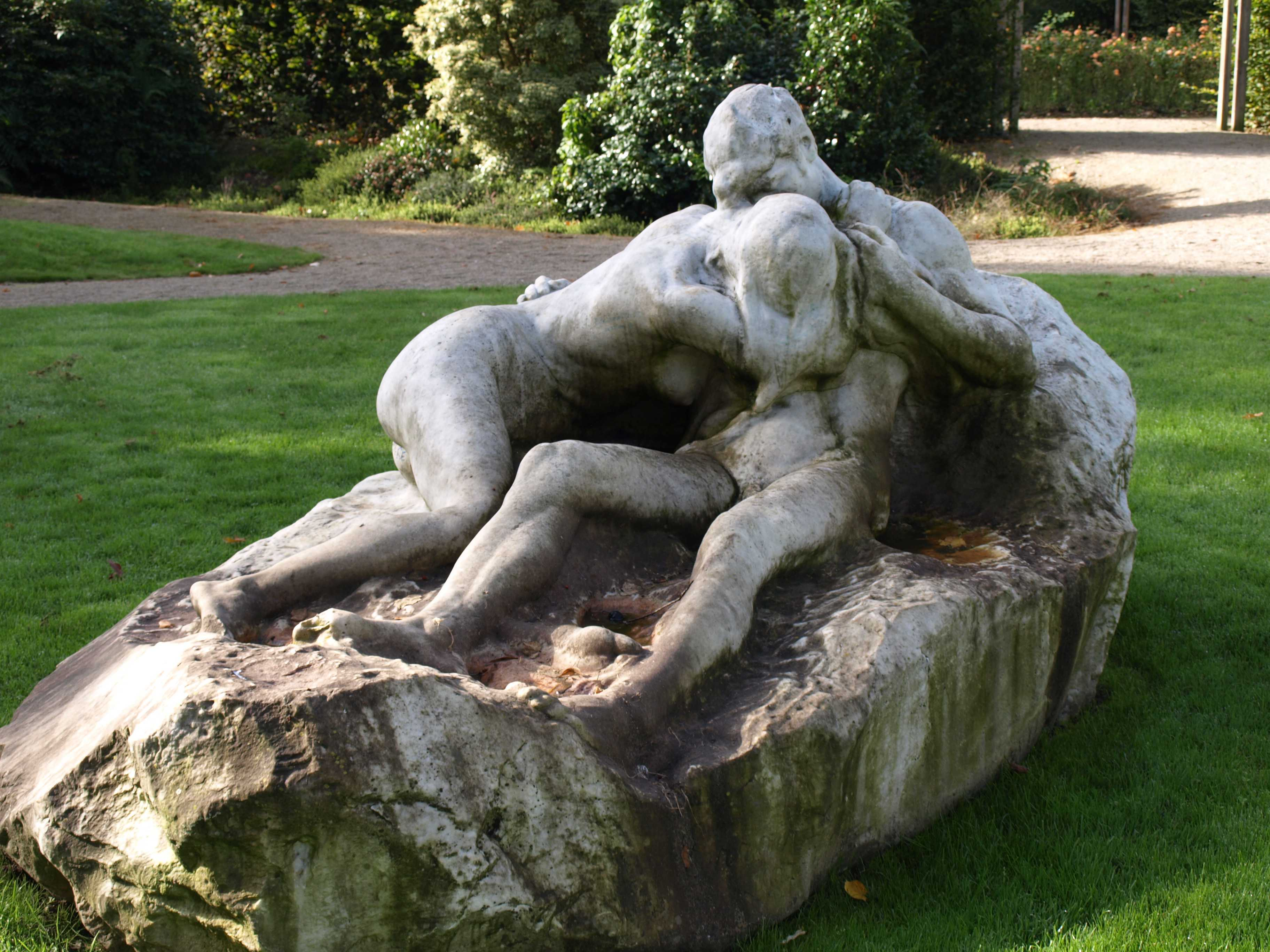
« Adam et Ève » dans le jardin de l'hôtel de ville[Note 18].
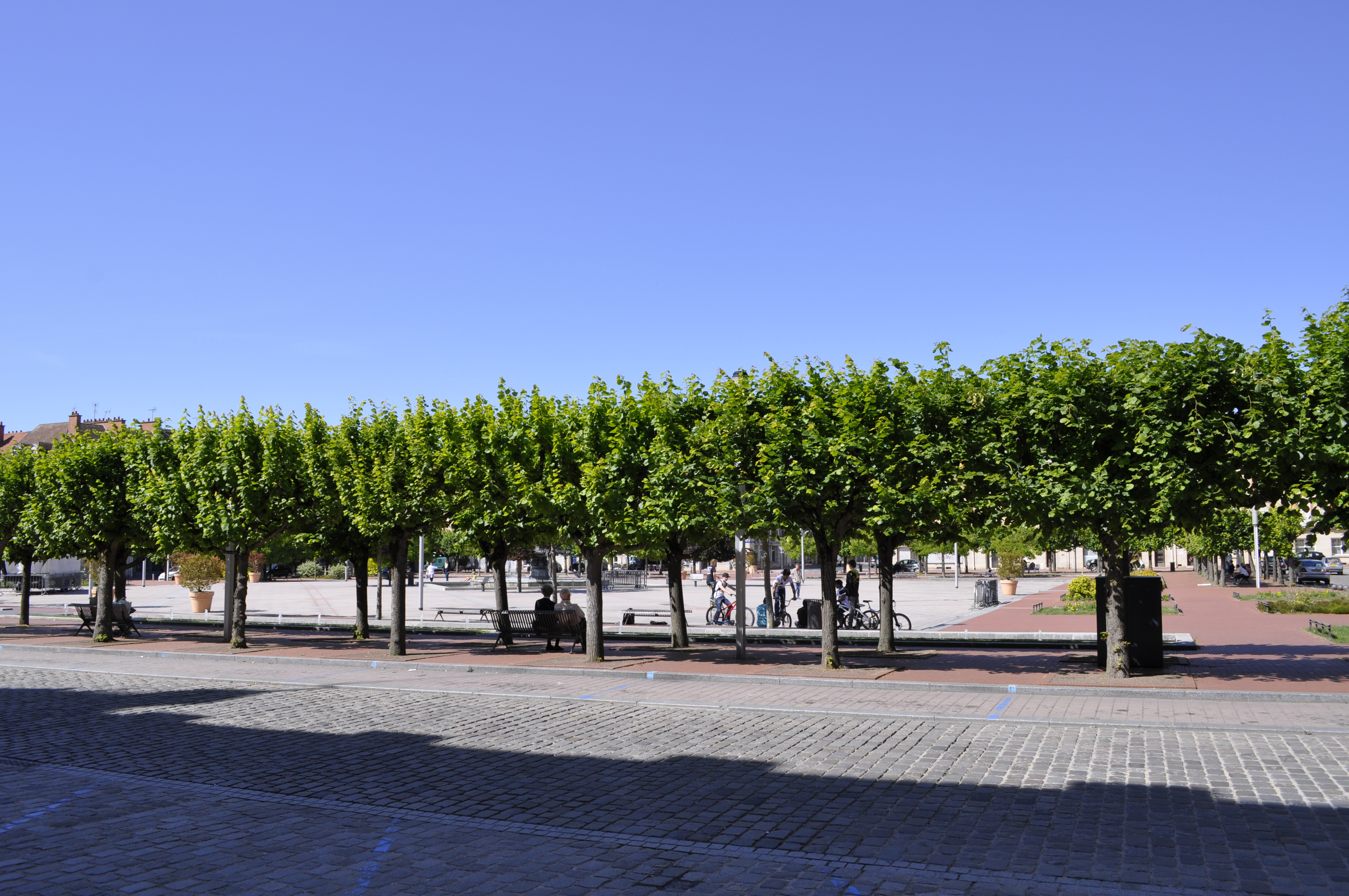
Vue de la place d'Armes, arborée.

### Patrimoine culturel

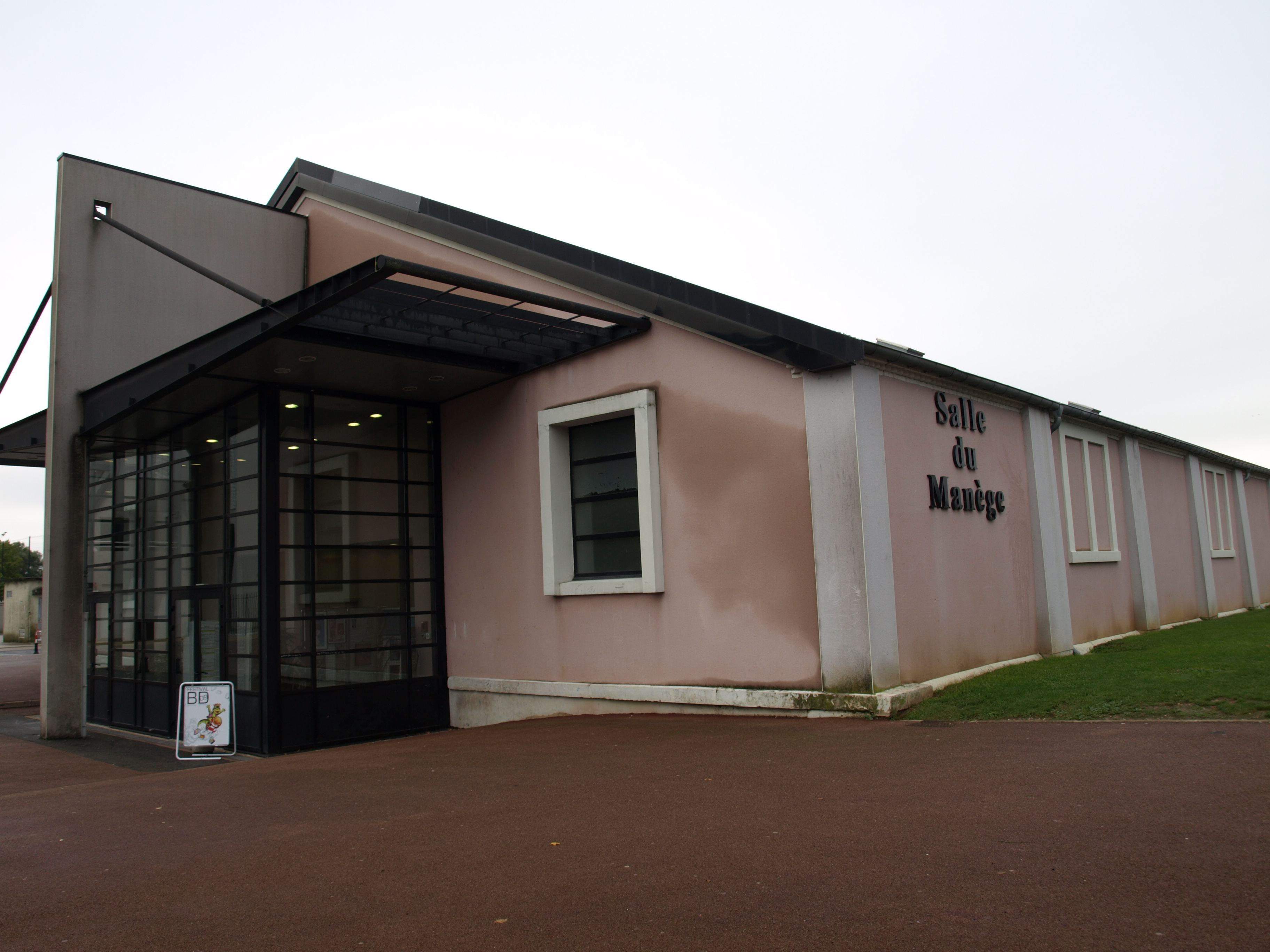
La salle du Manège accueille le festival BD « Bulles en Champagne ».

#### Équipements culturels
Vitry-le-François dispose d'une salle de concert dédiée spécialement aux musiques actuelles, l'Orange Bleue, qui organise des concerts consacrés à de jeunes talents mais également à des artistes confirmés (comme Dionysos, Marcel et son orchestre ou Mass Hysteria). La salle est fondée en 1998 par la Maison des jeunes et de la culture, avant d'être reprise en régie directe par la ville en 2003, puis en régie autonome à partir de 2008. Depuis 2013, l'Orange Bleue forme avec l'espace Simone Signoret — consacré au théâtre et anciennement « La Salamandre » — l'établissement public de coopération culturelle « Bords 2 Scènes »,.
La municipalité gère par ailleurs une école de musique, l'école municipale de musique Jean-Michel Schaefer, située rue Fernand Buisson, ainsi que deux médiathèques : la médiathèque François-Mitterrand, ouverte en 2000 dans le quartier de Rome Saint-Charles, et la médiathèque Albert-Camus qui a remplacé en 2017 l'ancienne bibliothèque du centre-ville.
Le cinéma Pierre Brasseur est la principale salle de projection de films de l'arrondissement de Vitry-le-François. Il compte trois salles équipées de la technologie Dolby Atmos. En 2019, le cinéma a réalisé son record de fréquentation, avec 50 700 entrées.
Vitry-le-François accueille un musée de Batellerie, sur le site de l'ancienne Bourse aux Échanges, à proximité du Vieux-Port. Il est ouvert une fois par mois, le premier mercredi du mois.

#### Manifestations culturelles et festivités
La commune accueille en association avec le Numi's Club Vitryat le festival de bande dessinée « Bulles en Champagne » depuis 2005. Le festival réunit, le premier week-end du mois d'octobre, une quarantaine d'auteurs de bande dessinée et de manga dans la salle du Manège. En 2009, ce sont 1 300 visiteurs qui ont fréquenté le festival. En marge du festival, des expositions, des projections de films et des concerts ont lieu à la médiathèque, au cinéma et à l'Orange Bleue en particulier.
Vitry-le-François accueille aussi les festivals « Courants d'Arts », qui au mois de juin comprend un salon de l'artisanat (« Courants d'Artisans »), des parades de rue, une brocante ainsi que des concerts, et « Une Place au Soleil », qui propose durant l'été théâtre, danse et concerts.

### Gastronomie

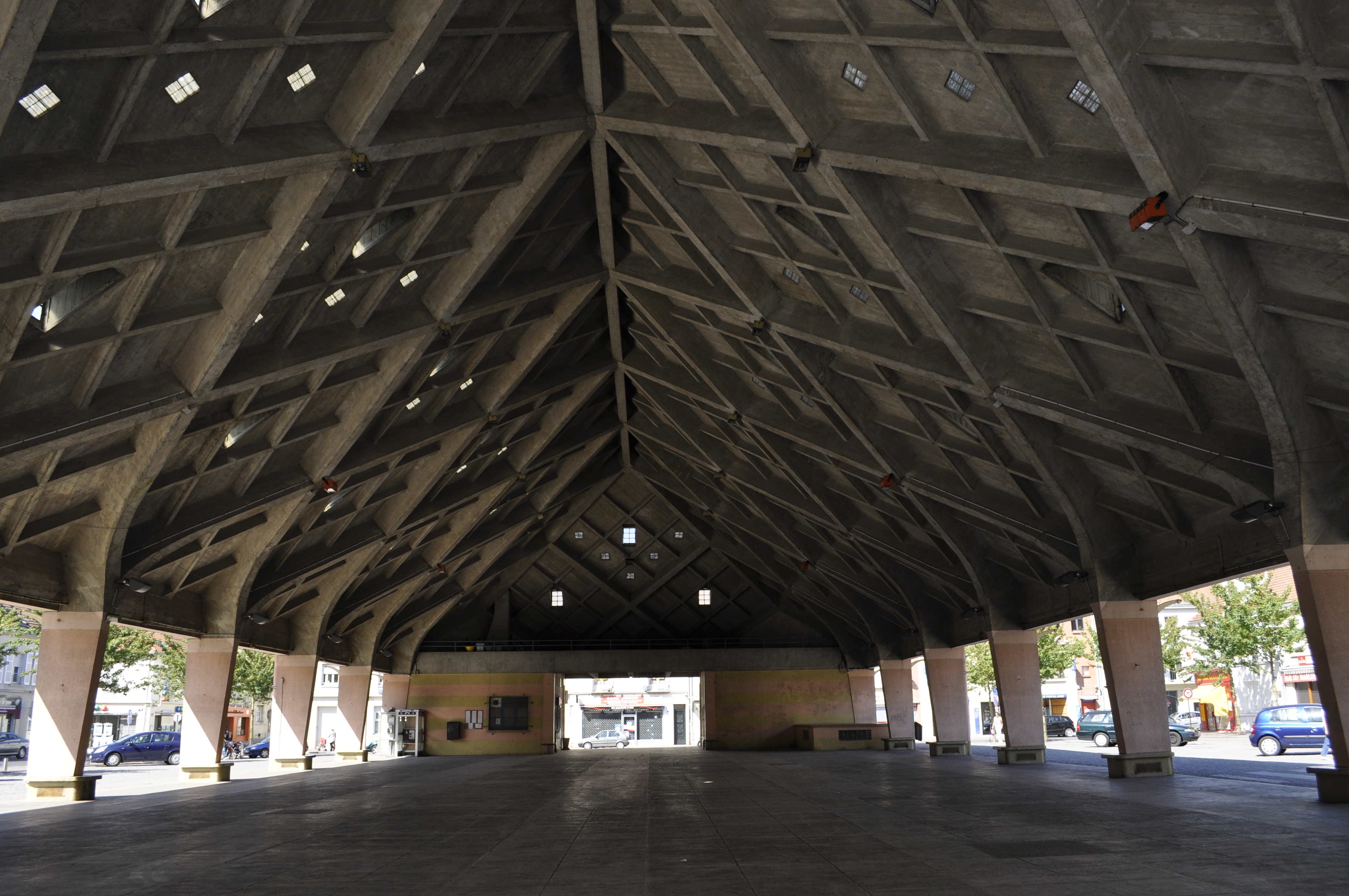
Les Halles accueillent le marché deux fois par semaine.

La gastronomie locale s'oriente principalement vers deux produits : les poissons et le champagne qui se retrouvent par exemple dans la recette du brochet au champagne. Ces poissons peuvent notamment être pêchés dans le lac du Der-Chantecoq, la Marne ou les étangs poissonneux du Perthois. La région est également connue pour son « miel de Champagne » et la potée champenoise. Ces produits peuvent se trouver sur le marché de Vitry-le-François qui a lieu deux fois par semaine, le jeudi matin et le samedi, sous les Halles de la ville.
Au nord de Vitry-le-François, se trouve le vignoble des Côtes de Champagne, aussi appelé « terroir vitryat », qui constitue la partie orientale du vignoble de Champagne. Il est parfois considéré comme une extension de la côte des Blancs puisqu'il est en effet planté à 97 % de chardonnay, un cépage de raisin blanc. Ce vignoble compte environ 380 ha de vignes d'appellation d'origine contrôlée « champagne », réparties sur 15 communes. Une partie de la route touristique du Champagne, longue de 47 km, devrait par ailleurs être créée au départ de la ville à la fin de l'année 2011.

### Héraldique
|  | Blasonnement de Vitry-le-François - D’azur à une salamandre d’or, la tête contournée et couronnée de même, couchée dans un bûcher ardent de gueules ; au chef d’azur soutenu d’or et chargé de trois fleurs de lys de même. - La devise qui accompagne ce blason est « Nutrisco et extinguo », qui signifie littéralement « je nourris et j'éteins », et dont la variante est « je m’en nourris et je l’éteins ». - L'emblème de la salamandre ainsi que la devise de la ville ne sont autres que ceux du roi François Ier, attribués par le précepteur de ce prince, Artus Gouffier de Boisy. |
|  | Logo actuel de Vitry-le-François - Le logotype de Vitry-le-François était jusqu'en 2008, et le changement de majorité municipale, le blason de la ville. - Le cercle symbolise le rassemblement et la cohésion. Il est ouvert pour ne pas signifier le renfermement sur soi, il est « ouvert sur les autres et le monde ». - Le « V », initiale de la commune, représente un envol, une flèche vers le futur. |

### Personnalités liées à la commune

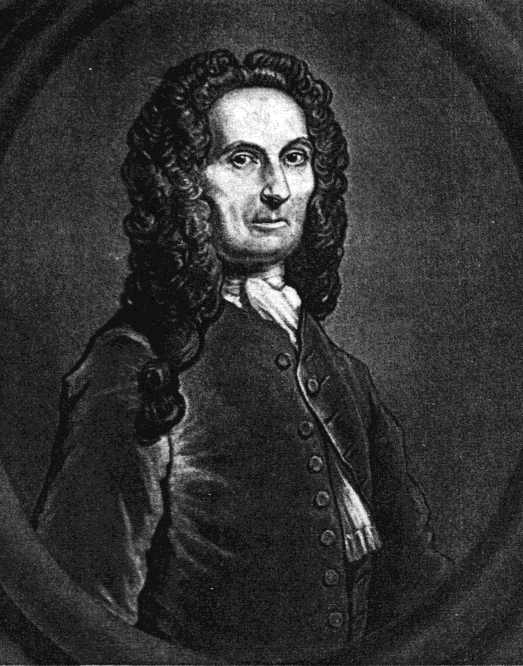
Abraham de Moivre, célèbre mathématicien vitryat.

Plusieurs militaires et hommes politiques sont natifs de Vitry-le-François :
- Jakob von Bechefer (1661-1731), général prussien ;
- Nicolas Louis de Salligny (1736-1819), homme politique français ;
- Claude Dorizy (1741-1814), homme politique.
- Louis Becquey (1760-1849), homme politique.
- le général Charles Saligny de San-Germano (1772-1809) ;
- le colonel Marc-Edmond Dominé (1848-1921) ;
- l'officier de l'armée de l'air Pierre Aubertin (1915-1949).

Dans le domaine des sciences, la ville a vu naître :
- les mathématiciens Abraham de Moivre (1667-1754), René Gâteaux (1889-1914) et François Jacquier (1711-1788) ;
- le pharmacien Pierre-Joseph Leroux (1795-1870), qui a isolé la salicyline, précurseur de l'aspirine ;
- le médecin Louis-Rémy Aubert-Roche (1810-1874).

Dans le domaine du spectacle :
- le chanteur Sainte-Foy (1817-1877) ;
- René Herbin, compositeur et pianiste (1911-1953) ;
- le chef d'orchestre Jean-François Paillard (1928-2013) ;
- Charlie Fabert, guitariste et compositeur (1988-).

Autres personnalités natives de la ville :
- le religieux Paul Le Jeune (1591-1664) ;
- le philosophe Étienne-Gabriel Morelly (1717-?) ;
- l'architecte et archéologue Auguste Choisy (1841-1909) ;
- l'homme de lettres et d'Église Carlos d'Eschevannes (1886-1970) ;
- Guy Georges, « le tueur de l'est Parisien » (1962-) ;
- Rachide Boubala, « le détenu le plus ingérable de France » (1976-) ;
- Florence Porcel, auteure, comédienne, youtubeuse et animatrice de télévision (1983-).

Autres personnalités décédées dans la ville :
- Étienne Nicolas Lefol (1764-1840), général des armées de la République et de l'Empire ;

## Pour approfondir